# Selección de fútbol de Italia
La selección de fútbol de Italia (en italiano: Nazionale di calcio dell'Italia) es el equipo formado por jugadores de nacionalidad italiana que representa desde 1910 a la Federación Italiana de Fútbol (Federazione Italiana Giuoco Calcio) en las competiciones oficiales organizadas por la Unión Europea de Asociaciones de Fútbol (UEFA) y la Federación Internacional de Asociaciones de Fútbol (FIFA).
La escuadra es conocida como «Gli Azzurri» (los azules) debido a su color principal del uniforme, de camiseta azul, que tomó a los pocos años de su nacimiento y que mantiene hasta la actualidad.  
El combinado italiano se afilió a la FIFA en 1905, pero no disputó su primer encuentro hasta 1910 cuando debutó ante Francia, con un resultado favorable de 6-2. Desde entonces compite por ser una de las selecciones más laureadas del fútbol.
Es, junto con Alemania, el segundo equipo nacional más exitoso en la historia de la Copa Mundial, por detrás de Brasil, después de conquistar cuatro títulos en las ediciones de 1934, 1938, 1982 y 2006 y fue finalista en otras dos ocasiones (1970 y 1994), además de un tercer lugar (1990) y un cuarto lugar (1978). Es, junto a Argentina, el tercer equipo que ha disputado más finales. Es también la tercera selección que más ediciones ha disputado, pues solamente ha faltado en 4 ocasiones de 22 posibles. De 1934 a 1950, con la victoria de dos torneos consecutivos y las suspensiones debidas a la guerra, mantuvo el título del mundo incluso durante 16 años.
Asimismo, comparte con Francia en ser la tercera selección con más títulos obtenidos en el Campeonato de Europa de selecciones o Eurocopa, donde ha conseguido levantar el trofeo en dos ocasiones: en 1968 donde ganó como local y en 2020 donde venció en la tanda de penales a la Selección Inglesa que oficiaba la localía en el estadio de Wembley. Ha conseguido también los subcampeonatos en las ediciones de 2000 y 2012. Estas cuatro finales disputadas colocan a los "Azzurri" como una de las mejores selecciones en el palmarés de la competición.
El combinado italiano ha participado en 6 de las 7 ediciones de fútbol de que dispuso los Juegos Olímpicos para selecciones absolutas, antes de modificar el COI y la FIFA la normativa referente a las condiciones de los equipos participantes. En ellos, su mayor logro fue la medalla de oro conquistada en los Juegos Olímpicos de 1936 de Berlín, además de una medalla de bronce en los Juegos Olímpicos de Ámsterdam 1928. La selección de Italia también logró un tercer lugar en la Copa FIFA Confederaciones en 2013 y en la UEFA Nations League en 2021. Al participar en la Copa de Campeones Conmebol-UEFA 2022, Italia es la única selección nacional medallista en todas las competiciones oficiales organizadas por la FIFA y la UEFA para las principales selecciones nacionales.
En su palmarés también incluye dos Copas Internacionales (1927-30 y 1933-35), competición continental reconocida como precursora no oficial del campeonato europeo.
El 8 de septiembre del 2021, entabló el récord de 37 partidos invictos, iniciado el 10 de octubre del 2018 superando el récord establecido por la selección de fútbol de Brasil, que tenía 36 partidos invictos enlazados, desde fines de 1993 hasta principios de 1996. En la Clasificación mundial de la FIFA, vigente desde agosto de 1993, Italia ha ocupado el primer lugar varias veces, en noviembre de 1993 y durante 2007 (febrero, abril-junio, septiembre), con su peor ubicación en agosto de 2018 en el puesto 21.

## Historia

### Inicios y época dorada (1910-1942)

#### Primeras décadas
Pese a afiliarse a la FIFA en 1905, el equipo de Italia no disputó su primer encuentro oficial hasta el 15 de mayo de 1910 en un amistoso ante Francia. En él, los italianos se impusieron por un claro 6-2 en la ciudad de Milán. El primer tanto de la historia italiana fue obra de Pietro Lana, que además en ese mismo partido se convirtió en el primer jugador de la selección en anotar una tripleta. Los primeros seleccionados para ese partido fueron: Mario De Simoni, Francesco Calì (capitán), Franco Varisco, Domenico Capello, Virgilio Fossati, Attilio Trerè, Franco Bontadini, Giuseppe Rizzi, Aldo Cevenini, Pietro Lana, Arturo Boiocchi, Enrico Debernardi, dirigidos por Umberto Meazza, por ende, el primer seleccionador italiano.
Pese al prometedor comienzo frente a los galos —con el abultado resultado que marcaría un devenir de encuentros de numerosos goles y reñidos enfrentamientos entre ambos que perdurarían hasta la actualidad— disputó algunos amistosos más frente a otras selecciones, pero no conseguiría una nueva victoria hasta 1912, año en que disputa su primer torneo internacional. Italia acudió a la segunda cita de los Juegos Olímpicos de 1912 de Estocolmo en los que participaron selecciones absolutas como una de las pocas federaciones que poseía por aquel entonces un equipo de fútbol. En ellos quedó eliminada en la primera fase tras perder por 2-3 frente a la selección finlandesa. Tras ello pasó a disputar un torneo de consolación, donde lograría la segunda victoria de su historia, tras vencer por 1-0 a la selección sueca, y quedar finalmente en 10.ª posición.
En la siguiente cita olímpica, en los Juegos Olímpicos de 1920 de Amberes se enfrentaría por primera vez a la selección española, creada a efecto para disputar dicha competición, donde empezaría a forjar una rivalidad histórica. Tras caer en los cuartos de final del torneo, se produjo un hecho histórico. Tras la descalificación de la selección checoslovaca por abandonar la final olímpica por la medalla de oro frente a la selección belga, se inició un torneo de consolación para dilucidar los ganadores de las medallas de plata y de bronce. En él, Italia fue derrotada por 0-2, a tan sólo un paso de disputar las medallas, por España, que finalmente logró la medalla de plata, por lo que Italia quedó en cuarto lugar. Sin embargo, no tardaría en devolverle la moneda al combinado español. En los Juegos Olímpicos de 1924 de París, los transalpinos eliminarían a la vigente medalla de plata, España, en primera fase. El partido finalizó con un 1-0 favorable a los italianos, merced a un tanto en propia puerta del español Pedro Vallana. Sin embargo, cayó nuevamente en cuartos de final frente a la selección suiza y finalizó en 5.ª posición. Antes de la cita, sobresalió un encuentro amistoso frente a Francia, que acabaría 9-4 a favor de los italianos.
Tras un dubitativo crecimiento, llegaría a los Juegos Olímpicos de 1928 de Ámsterdam donde alcanzaría su primer triunfo, que marcaría el inicio de una exitosa trayectoria.
Por terceros Juegos consecutivos se vería las caras con España, con un balance de empate en sus enfrentamientos. Se encontraron en cuartos de final, y tras empatar a un gol, hubo de ser necesario un partido de desempate. En él, los italianos infligirían la que era y sigue siendo la peor derrota cosechada por la selección española: un 7-1. Italia asombraba por aquellos años gracias a su gran capacidad goleadora, y pese a caer en semifinales frente a la selección uruguaya, una de las mejores del momento, lograría la medalla de bronce tras golear por 11-3 a selección egipcia. A lo largo del torneo, Italia anotaría 25 goles en 5 encuentros. El gran rematador Adolfo Baloncieri sería la estrella italiana al anotar 6 goles.
El fútbol empezaba a gozar de éxito, y la FIFA, vistos los buenos resultados en los certámenes futbolísticos de los Juegos Olímpicos, pone en marcha junto con las Asociaciones Federadas los preparativos necesarios para organizar la primera Copa Mundial de Fútbol.

#### Mundial de Uruguay 1930
Se llega a la década de los años 30, y con ella, la celebración en Uruguay de la primera Copa del Mundo. La Federazione Italiana Gioco Calcio pese a haber presentado su candidatura junto a España, Hungría, Países Bajos y Suecia, viendo que la designación podría caer del lado del país sudamericano, quedó como la única candidatura europea, con el favor y apoyo de las demás asociaciones, para afianzar a Italia, y la celebración en suelo europeo. Tras su descarte, y la designación de Uruguay, considerado el combinado más potente por salir campeón de las anteriores dos citas olímpicas de fútbol en París 1924 y Ámsterdam 1928, la Federación alegó, como muchas otras selecciones diversos impedimentos para acudir: el largo viaje y coste necesario en barco hasta llegar al país sudamericano, por lo que rechazó tomar parte en la misma, a pesar de que Uruguay decidió hacerse cargo de todos los gastos y compensar a las selecciones participantes en un intento por prestigiar el torneo.
Tanto Italia, como la gran mayoría de los equipos nacionales europeos no aceptaron la invitación para jugar el Mundial debido al enfado por considerar inapropiado que el primer gran torneo se disputase fuera de Europa, y más en concreto, Inglaterra, al ser la cuna donde nació este deporte, pese a que el Viejo Continente se encontraba aún maltrecho por la Primera Guerra Mundial, y se avocaba por alentar la paz desde Uruguay.
Nacería así bajo la tutela del entonces presidente de la FIFA, Jules Rimet, la Copa Mundial y su trofeo de la "Diosa de la Victoria".
Tras la primera cita mundialista, se sucedían los encuentros entre selecciones para potenciarse, debido a la exigencia requerida para las ya dos grandes citas futbolísticas existentes. Italia, compaginaría partidos amistosos de preparación con partidos de la Copa Internacional, un torneo creado por el austríaco Hugo Meisl y disputado entre las 5 selecciones de fútbol más poderosas de la época en Europa central: la selección austríaca, la selección checoslovaca, la selección húngara, la selección italiana y la selección suiza. En ella, los italianos conseguirían alzarse con el triunfo en 2 de las 6 ediciones de que dispuso, la de 1927-30 y la de 1933-35. Como una de las grandes potencias futbolísticas, se llegó a la disputa del segundo Mundial que se celebraría en suelo italiano.

#### Mundial de Italia 1934

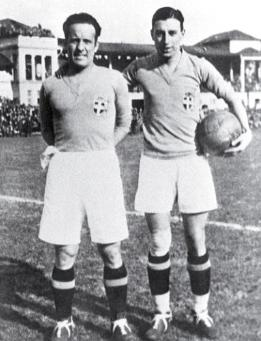
Monti y Orsi, en el campeonato mundial de 1934.

La «Squadra Azzurra» se alzaría con el trofeo liderados por Giuseppe Meazza y Angelo Schiavio, y destronaría a Uruguay como la mejor selección existente. El país transalpino se encontraba regido por el dictador Benito Mussolini, promotor del fascismo en Italia, y que se dejaría sentir a lo largo del campeonato.
Como respuesta al boicot realizado en 1930 por los países europeos, Uruguay y otros países americanos se retiraron del segundo Mundial de fútbol celebrado en Italia. La Copa Mundial se había convertido en muy poco tiempo en un gran acontecimiento que recibía las miradas de todo el mundo, por lo que el caudillo fascista usó el torneo para la exaltación del nacionalismo, buscando publicitar el poder italiano con una victoria en la competición. Para ello no dudó en asegurar la nacionalización de varios jugadores argentinos, como el gran Luis Monti, uno de los estandartes de los triunfos argentinos, Raimundo Orsi, Enrique Guaita y Demaría, y también del brasileño Anfhiloquio marqués Filo, italianizado como Anfilogino Guarisi.
Dichas tareas de "reclutamiento" se llevaron a cabo desde antes del comienzo del campeonato, y durante la anterior edición de la Copa Mundial y más concretamente en la final, donde resaltó el caso de Monti: Los espías italianos encargados de cumplir la misión eran Marco Scaglia y Luciano Benetti, quien apenas comenzada la final conspiraban sobre el tema, para finalmente, tras la victoria uruguaya en la que varios jugadores argentinos fueron abucheados por su propia hinchada, ofrecerle una gran suma de dinero a cambio de jugar al fútbol en y para Italia.

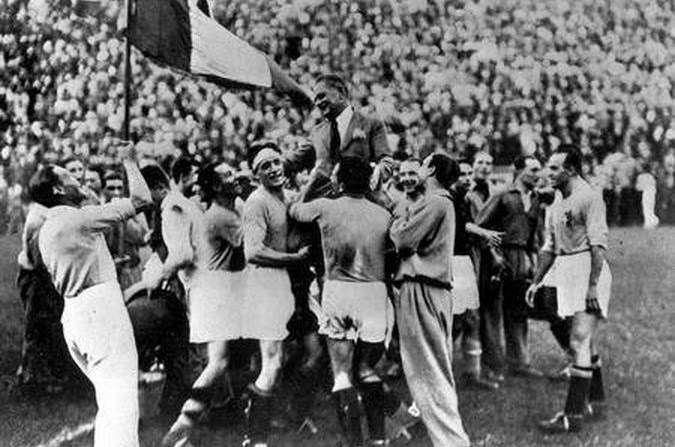
Celebración del primer título mundial conseguido 1934.

Lamentablemente, tales propósitos se dejaron sentir también durante la disputa de los encuentros. Italia, que venía de vencer por 7-1 a la selección estadounidense, se enfrentó en cuartos de final a España en lo que era ya un clásico en las grandes citas. La resolución de la eliminatoria necesitó de dos encuentros para decidirse. Tras la fuerte presión que Mussolini ejerció sobre los colegiados de ambos encuentros, éstos tuvieron una actitud permisiva con el conjunto italiano, que se empleó con gran dureza, e incluso se vio favorecido en discutidos lances de los partidos. Pese a ello, los españoles consiguieron empatar 1-1, por lo que hubo de jugarse el desempate. En él, donde los jugadores italianos alinearon hasta 9 nuevos futbolistas, y España, con 7 lesionados del partido anterior, vencieron por 1-0 los anfitriones, eliminando rodeados de una gran polémica a los españoles, en lo que sería conocido como «La Batalla de Florencia».
La rivalidad desde ese momento entre ambos conjuntos sería perpetua, y pese a que no se enfrentarían en partido oficial hasta décadas después, quedaría marcado en sus enfrentamientos venideros.
Tras deshacerse en semifinales de Austria por 1-0 se enfrentó a la selección checoslovaca en la final del campeonato. Tras, y pese a la suspensión indefinida de los árbitros que dirigieron el choque frente a España, una serie de errores arbitrales, se llegó al final del encuentro con un empate a un gol. Al comienzo de la prórroga, Angelo Schiavio anotó el gol del triunfo italiano, ya que el marcador no se movería más. Tras la polémica acontecida por las presiones del máximo mandatario italiano, a la finalización de dicho encuentro varios jugadores de aquel equipo reconocieron haber jugado la final bajo las amenazas de «Il Duce». Dichos futbolistas, entre los que se encontraba el nacionalizado Monti, nacido en Argentina, que ya vivió una situación parecida anteriormente, así lo declaró:

«En 1930, en Uruguay, me querían matar si ganaba, y en Italia, cuatro años más tarde, si perdía. Nos anunciaron que, por decisión del Duce, podíamos pedir lo que se nos ocurriera si ganábamos aquella final: dinero, mujeres, casas, autos. Por el contrario, si perdíamos, estarían en peligro nuestras propias vidas».

El primer campeonato celebrado en Europa coronó como campeona del mundo a Italia, que además fue la primera selección europea en alzarse con el prestigioso título y la segunda en proclamarse campeona en su propio país (el primero fue Uruguay en 1930).

#### Juegos Olímpicos de Berlín 1936
Italia se presentaba a una nueva cita olímpica, la de los Juegos Olímpicos de 1936 de Berlín, y tras la ausencia del fútbol en los anteriores Juegos de Los Ángeles 1932, como campeona mundial y como rival a batir.
Tras un disputado primer encuentro frente a la selección estadounidense a la que venció por un gol a cero, el seleccionador italiano Vittorio Pozzo decidió incluir a Carlo Biagi en la alineación frente a la selección japonesa en cuartos de final, resultando una decisión muy acertada, ya que se convirtió en la figura del encuentro al anotar 4 tantos, lo que sumados a otro tanto de Giulio Cappelli y una tripleta de Annibale Frossi, derrotaron a los asiáticos por un claro 8-0. En las semifinales derrotó a la selección noruega, lo que le aseguraba una medalla. El color, plata u oro, se lo disputó a la selección suiza, que había derrotado a la selección alemana, organizadora del Campeonato. La final terminó con empate a uno, y fue en la prórroga cuando un gol de Frossi, autor también del primer tanto, dio la medalla de oro a Italia y la confirmó como la mejor selección de fútbol del momento.

#### Mundial de Francia 1938
Consolidada en lo más alto del panorama futbolístico llegaba la disputa del tercer mundial de fútbol celebrado en Francia en 1938, y segundo mundial en suelo europeo.
La elección del suelo francés vino a raíz de la inminente Segunda Guerra Mundial y los cursantes acontecimientos bélicos en distintos lugares del mundo (España, inmersa en su Guerra Civil, y China y Japón, enfrentados en la segunda guerra sino-japonesa por la invasión nipona de suelo chino, no pudieron acudir al evento por razones obvias), y Jules Rimet, creador del torneo, hizo todo lo posible para que la elección cayese del lado de su país natal, en detrimento de Argentina, la otra candidata, previendo la que podía ser la última Copa Mundial de sucederse la guerra.
Se alteraba así el pacto de alternar el Mundial entre el Sudamérica y Europa, y por tal motivo, numerosos países del continente americano rehusaron a participar, a excepción de la selección cubana y la selección brasileña, que albergaba serias intenciones de organizar el próximo Mundial de 1942, que finalmente no llegó a producirse, fueron las únicas representantes del continente americano.
Con un ambiente tenso y enrarecido por los sucesos políticos y bélicos, se disputó la nueva edición del campeonato. De nuevo, antes del comienzo, otro suceso significativo de la delicada situación que se vivía en la época: la selección austríaca fue excluida del campeonato debido al «Anschluss» (anexión con Alemania), mientras que el seleccionador germano fue repudiado a lo largo del torneo por el pueblo francés, debido a su saludo nazi, que realizaba la selección alemana antes de la disputa de cada partido.

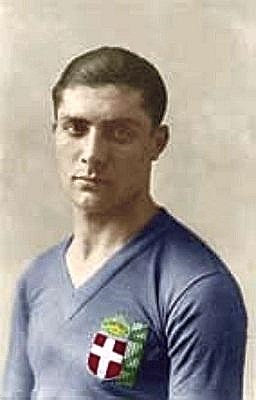
Giuseppe Meazza, uno de los mejores futbolistas de la época dorada italiana.

Como novedad del campeonato, se instauraron los derechos clasificatorios del campeón defensor. Italia pues, defensora del título, se clasificó de oficio, y tras no poder conseguirlo Uruguay, tendrían el reto de conseguir revalidar el campeonato.
Italia, liderada por el gran Giuseppe Meazza, y el técnico Vittorio Pozzo, venció a la selección noruega en la primera fase por 2-1, lo que le enfrentaría a uno de sus "viejos" rivales, y organizador del actual campeonato, la selección francesa. Tras llegar empatados a un gol al descanso, sería tras la reanudación cuando Silvio Piola decantase la balanza del lado italiano gracias a un doblete, situando el marcador en el 3-1 final. El encuentro celebrado en París contó con una asistencia de casi 60 000 espectadores, una cifra muy alta dada la época, y las pocas infraestructuras existentes de semejante capacidad.
Tras vencer en semifinales a la selección brasileña, que empezaba a despuntar, por 2-1 gracias a los tantos de Gino Colaussi y Giuseppe Meazza, se enfrentaría a la selección húngara que se encontraba liderada por Gyula Zsengellér y György Sárosi, que marcarían un camino que empezaba a forjar la que sería su más exitosa y recordada generación de futbolistas liderada por Ferenc Puskás. En el partido celebrado en la capital francesa, en el mismo escenario donde derrotaron a Francia, sendos dobletes de Colaussi y Piola inutilizaron los 2 tantos húngaros para terminar ganando por 4-2 y levantar así su segundo título mundial.
Mussolini, al igual que en 1934 y no contento con los éxitos recientes del combinado, seguía sin estar dispuesto a ver perder a su equipo. El hecho de enfrentarse a uno de los países en los que dominaba el comunismo propio de los países del Este, no solo obligó a los futbolistas a vestir para la final camisetas negras, símbolo de guerra del fascismo italiano, sino que mandó un telegrama personal antes del partido final al seleccionador italiano, Vittorio Pozzo, en el que únicamente podía leerse: 

«Vincere o morire»

Gracias a él, Italia se convertía en la mejor selección existente, y en la primera selección en conseguir revalidar el título de campeón, habiendo ganado todos sus encuentros.
Desgraciadamente, se produjo el estallido de la Segunda Guerra Mundial en 1939, por lo que quedaron suspendidas las prácticas deportivas oficiales a nivel de selecciones, hasta varios años después, mientras el mundo se recuperaba de los acontecimientos, y pudiese volverse a organizar un evento de tales magnitudes sin que supusiese un peligro que desencadenase nuevos enfrentamientos entre las distintas naciones. El 19 de abril de 1942 se cerró esta época dorada italiana con un partido amistoso ante España. Aunque los italianos vencieron por 4 a 0, la dureza de la Segunda Guerra Mundial hizo que la squadra azzurra debiera esperar hasta el fin del conflicto para volver a disputar un encuentro de selecciones. Además la Serie A italiana no se disputó en las temporadas 1943-1944 y 1944-1945 por lo cual los jugadores se mantuvieron fuera de forma. Así, la Segunda Guerra Mundial afectó al fútbol de sobremanera, donde los antaño dominadores fueron los que más se vieron perjudicados. Para Italia recuperar la senda del éxito no sería fácil.

### Nuevo comienzo en la posguerra (1945-1968)
Tras la Segunda Guerra Mundial, el fútbol internacional logró sobrevivir gracias a que en los distintos países se continuó con la práctica del fútbol a nivel nacional, e incluso algunos partidos amistosos, aunque muy escasos, entre selecciones. Esto permitió que una vez asentado el panorama, en torno a finales de los años 40, la FIFA pudiese retomar el Campeonato Mundial.
La selección italiana volvió al fútbol internacional el 11 de noviembre de 1945 cuando empató 4 a 4 frente a Suiza, sin embargo, el resto de sus actuaciones internacionales fueron discretas. Entre las causas, amén de la guerra, se encuentra la «Tragedia de Superga», en la que falleció gran parte del plantel del Torino, que por aquel entonces era el más exitoso de Italia, ganando 5 campeonatos de la Serie A consecutivos, y en el que hasta 10 jugadores copaban el equipo titular de la squadra azzurra. Este fue un fuerte golpe para una selección que intentaba recuperar viejos éxitos.

#### Mundial de Brasil 1950

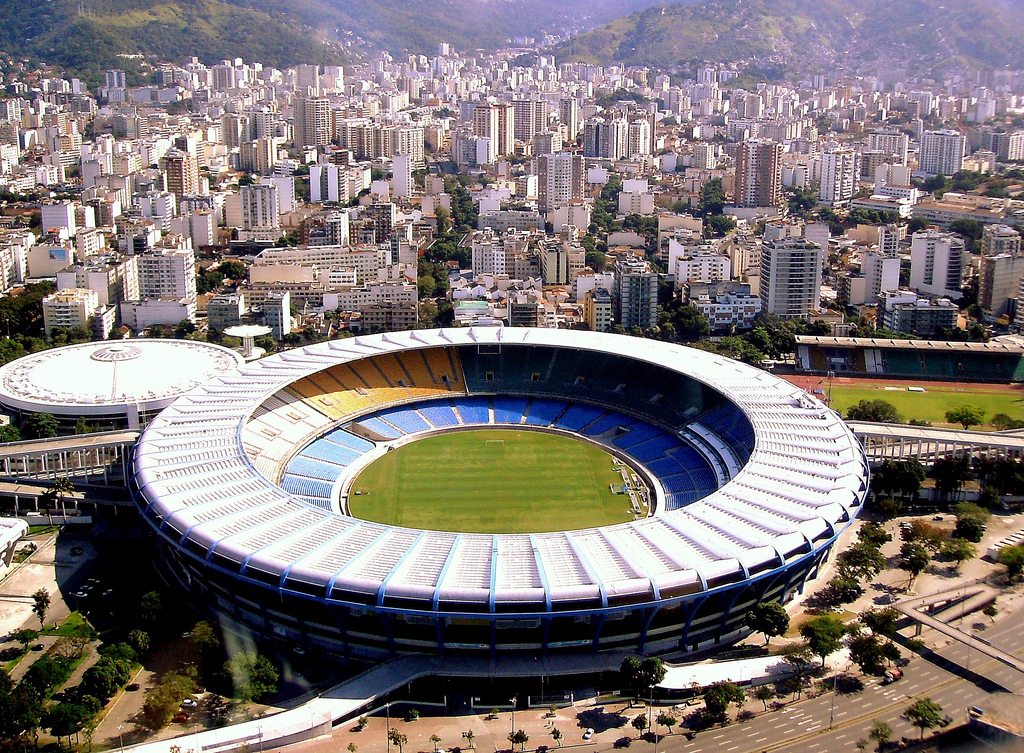
Estadio Maracaná, Río de Janeiro, sede del partido con más concurrencia en la historia del torneo y uno de los más recordados: el Maracanazo

Para el torneo de 1942, Argentina, Brasil y la Alemania nazi presentaron sus candidaturas, pero tras el inicio de la Segunda Guerra Mundial la FIFA decidió la suspensión de todos los eventos mientras el conflicto perdurase, provocando la cancelación de los torneos de 1942 y 1946. En ese último año, la FIFA decidió que la Copa Mundial fuera reanudada tan pronto como fuera posible. Como la mayoría de los países europeos estaban devastados por la guerra, ninguno tenía la capacidad para organizar el torneo, por lo que Brasil presentó su candidatura y salió electo por la FIFA para realizar la Copa Mundial de Fútbol de 1950.
Diversos países se retiraron del torneo, incluida la selección india (por pretender jugar con futbolistas descalzos) y selección argentina, el múltiple campeón de Sudamérica durante la década de 1940 por decisión interna, reduciendo el número de participantes de 16 a 13. Sin embargo, el evento marcó el ingreso por primera vez de los diversos equipos del Reino Unido a los procesos clasificatorios. Así, la selección inglesa participó por primera vez en la Copa Mundial.
Italia, con la complicada tarea de defender de nuevo el título, tras ya 12 años, se vio aún más afectada por la tragedia citada del accidente de sus jugadores en las afueras de Turín, y la transición política del país, que salía de una dictadura para convertirse en la República Italiana. Su participación resultaría hasta esa fecha en la peor de un equipo defensor del título, tras caer eliminada a las primeras de cambio en la fase de grupos, novedad en esta edición. En ella quedó encuadrada en el Grupo C junto a la selección sueca, vigente campeona olímpica, y la selección paraguaya. La derrota en su primer partido frente a los nórdicos, la dejaba casi sin opciones de clasificación, que se confirmaron antes de que pudiese jugar su siguiente partido, tras el empate de los suecos frente a los sudamericanos. El posterior triunfo de la squadra azzurra por 2 a 0 sobre Paraguay fue solo para las estadísticas.
Una séptima posición y el no acceder a la fase final del torneo, de la que acabaría saliendo vencedora la selección uruguaya en el famoso «Maracanazo» para empatar en el palmarés de la competición con los italianos y recuperar de nuevo el trono como mejor conjunto mundial, fue un duro varapalo para «Gli Azzurri» del que tardarían en recuperarse. Aun así, Italia podía presumir de ser el único equipo en levantar la Copa Mundial junto con Uruguay con la curiosidad de que el equipo campeón siempre pertenecía al continente donde se celebraba el torneo.

#### Mundial de Suiza 1954

Escudo de la selección de Italia de 1947 a principios de los 80

Con el fútbol sudamericano dominado por Uruguay y Brasil, la competición regresaba a Europa, y la misión de los equipos del Viejo Continente era la de "recuperar" el trofeo. En aquel entonces, la selección húngara deslumbraba al mundo con su genial generación de futbolistas conocida como los «Magiares de Oro» y se postulaban como los grandes favoritos europeos para hacerse con el título. Por otra parte, Alemania, que no acudió al anterior Mundial por prohibición, esta vez si participó luego de los cambios políticos sufridos tras la guerra, con dos selecciones del antiguo territorio (Alemania Federal y Sarre) bajo el consentimiento de la FIFA y la UEFA, creada un día antes del inicio del torneo.
La Copa Mundial de Fútbol de 1954 de Suiza, país neutral durante la guerra, coincidió con el 50 aniversario de la FIFA, cuya sede se encuentra en la ciudad de Zúrich. Italia consiguió clasificarse tras derrotar a la selección egipcia por un global de 7-2, y quedó encuadrada en el Grupo D junto a la selección suiza, organizadora del evento, la selección inglesa, y la selección belga. Tras perder el primer partido frente a Suiza por 2-1 y vencer a Bélgica por 4-1, quedó empatada en la segunda posición con los helvéticos, por lo que hubo de ser necesario un partido de desempate para dilucidar qué selección acompañaría a los ingleses a los cuartos de final. En el trascendental partido, Italia se vio ampliamente superada por el equipo anfitrión y perdió por 4-1.
Cerraba así su participación en décimo lugar, en una edición recordada por el «Milagro de Berna» donde la selección occidental alemana se alzaría contra pronóstico a la gran selección húngara de Ferenc Puskás, Sándor Kocsis y Zoltán Czibor que venía de derrotar a los vigentes campeones y subcampeones mundiales (por sendos 4-2 frente a Uruguay, en lo que fue la primera derrota uruguaya en los mundiales; y Brasil, con los que protagonizó la «Batalla de Berna») y de derrotar en la fase de grupos a la selección surcoreana por 9-0 y a la propia Alemania Federal por 8-3. Alemania se unía sorprendentemente a uruguayos e italianos como vencedores de la Copa Mundial.

#### Mundial de Suecia 1958
Italia no logró la clasificación a la Copa Mundial de 1958 de Suecia, al no poder superar en la fase de clasificación a la selección portuguesa y la selección norirlandesa, finalmente clasificada. En el último y decisivo partido frente a los norirlandeses, perdieron por 2-1, por lo que sería la primera vez (y única hasta 2018), que Italia no consiguiese clasificarse para disputar una Copa del Mundo, ya que para la edición de 1930 se acudió por invitación.
Italia no conseguía levantar cabeza, y pretendería resarcirse con la disputa de una nueva competición que pondría en marcha la UEFA: la Copa de Naciones de Europa.

#### Eurocopa de Francia 1960
La UEFA ponía en marcha una competición para determinar el mejor equipo del continente europeo, bajo la denominación de Copa de Naciones de Europa.
El desarrollo consistiría en una fase clasificatoria entre los distintos equipos, que tendrían que jugar eliminatoria de ida y vuelta, hasta que saliesen los 4 clasificados que acudirían a la fase final del torneo, propiciado por la complicada organización del evento, en especial porque no era posible conseguir a las 16 selecciones nacionales que se tenía planeado llevar a la copa. Algunos de los equipos más importantes del continente europeo, como Italia, Alemania Federal o Inglaterra, no asistieron al evento por su negativa a participar. De esta manera, Italia perdía una nueva oportunidad de recuperar éxitos pasados.
Finalmente la organización resultó un éxito, y la competición se seguiría celebrando con una periodicidad de cuatro años, al igual que el Mundial de Fútbol, con el que se alternaría cada dos años por ser la máxima competición de selecciones en Europa.

#### Mundial de Chile 1962
Tras doce años, la principal competición de fútbol internacional regresó a América, siguiendo la rotativa entre Europa y América que se vio alterada por diversos motivos, y por segunda vez desde el final de la guerra.
Pese a carecer de experiencia en la realización de eventos deportivos internacionales y superando la candidatura de Argentina (a la que nuevamente se le "negaba" la organización), finalmente la Copa Mundial de 1962 se celebraría en Chile debido a la iniciativa de un nuevo artículo en los estatutos para fomentar el fútbol en los países menos desarrollados. La organización se enfrentó a diversas dificultades, principalmente respecto a la infraestructura necesaria, lo que amenazó en varias ocasiones la realización del torneo, en especial tras el terremoto de Valdivia de 1960 que destruyó gran parte del territorio sur del país. Pese a ello, el evento fue realizado en cuatro sedes, la segunda menor cantidad en la historia de las copas mundiales: Arica, Rancagua, Santiago de Chile y Viña del Mar. El torneo estaría marcado por una gran dureza que se dejaría notar en varios de los encuentros.
El equipo italiano recordaría esta edición, pero no por su éxito. Tras superar a la selección israelí en la fase final de la fase de clasificación del Grupo 7 por un global de 10-2, los italianos acudirían nuevamente a la Copa del Mundo con la misión de superar los anteriores tres fracasos consecutivos donde no conseguirían acceder a la fase final del torneo. Italia luchaba contra su exitosa historia por volver a ser una de las mejores selecciones mundiales.
Encuadrados en el difícil Grupo B junto a la selección occidental alemana, la selección chilena, organizadora del evento, y la selección suiza. Tras empatar a cero el primer encuentro frente a los germanos, llegó la sorpresa al perder con los anfitriones por 2-0. El partido sería conocido como la «Batalla de Santiago» debido a la gran dureza acontecida, y venía ya caldeado desde años atrás por unas publicaciones italianas durante la candidatura de Chile a organizar el evento. Éstas, corrieron a cargo de los periodistas italianos Antonio Ghirelli y Corrado Pizzinelli que escribieron una nota para el periódico italiano "Il Resto del Carlino" hablando sobre la precaria situación de la capital Santiago de Chile. El titular era "Santiago, el confín del mundo: La infinita tristeza de la capital chilena." y bajo él podía leerse lo siguiente:

Desde que estoy en Chile tengo la curiosa sensación de llevar el mundo sobre mis espaldas. Se le siente encima igual que la tristeza de los habitantes, y ello provoca un malestar curioso que se agrava por los enormes saltos de temperatura. [...] La sangre se torna torpe y parece faltar en las venas, y después de permanecer algún tiempo en Chile uno se siente extraño a todo y a todos. El virus de la lejanía más abandonada, más solitaria, más anónima, se mete en el ánimo de todos y creo que ello incidirá en el estado anímico de los atletas.
En vano los chilenos, como para consolar a los italianos, dicen que Santiago se parece a Turín [...] Y ello tal vez para tratar de hacer olvidar la realidad de ésta capital, que es el símbolo triste de uno de los países subdesarrollados del mundo y afligido por todos los males posibles: desnutrición, prostitución, analfabetismo, alcoholismo, miseria... Bajo éstos aspectos Chile es terrible y Santiago su más doliente expresión, tan doliente que pierde en ello sus características de ciudad anónima.
Extracto del texto de "Il Resto del Carlino"

La nota provocó indignación en los medios de comunicación chilenos. Posteriormente fue reproducida por "El Mercurio" días antes del partido entre ambos seleccionados, enardeciendo el ambiente en contra del conjunto visitante.
Algunos medios del país sudamericano respondieron a tal artículo: 

Nosotros también vimos la pobreza en el sur de Italia (durante la gira de la selección por Europa), pero preferimos hablar de las maravillas de Venecia y Florencia.
Editorial de Revista Estadio, 1962

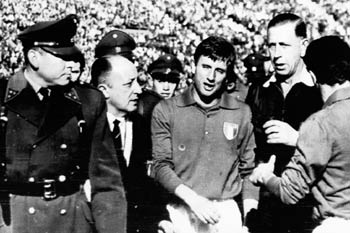
Giorgio Ferrini es detenido por Carabineros de Chile.

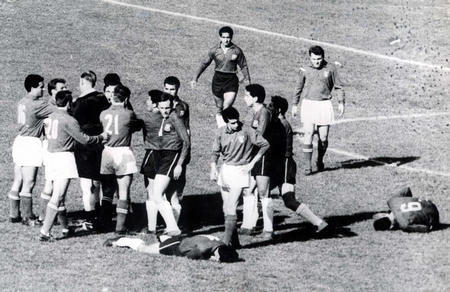
Enfrentamiento en el terreno de juego.

Con esos precedentes se llegó al partido, conscientes de que el partido sería duro, los jugadores de Italia entraron a la cancha lanzando ramos de claveles blancos a las 66 000 personas presentes en el Estadio Nacional de Chile como intento de amainar los ánimos del público asistente. Como respuesta, junto con lanzar los claveles de vuelta a los jugadores italianos en símbolo de rechazo, la multitud provocó una estruendosa silbatina y las pifias llenaron el recinto. Se dice que el jugador estrella del equipo italiano Omar Sívori (de origen argentino), consciente de la situación, se habría negado a participar en la formación inicial.
El partido comenzó y de inmediato se notó el estilo de juego "a la italiana", con una presión constante y a ratos violenta. La primera falta fue ocasionada a los 12 segundos de juego y a los siete minutos, un violento golpe del delantero Giorgio Ferrini al chileno Honorino Landa provocó la primera expulsión por parte del árbitro inglés Ken Aston. Ferrini se negó a abandonar la cancha, lo que motivó la intervención de personal de Carabineros de Chile, que procedieron a su arresto.
Sin embargo, bastarían minutos para que fuera el mismo Landa el que cometiera una falta notoria, siendo perdonado por el árbitro. El partido comenzaría a desarrollarse lentamente debido a que continuamente se detenía producto de una falta que provocaba discusiones y disputas entre los jugadores.
En el minuto 38 del primer tiempo se produciría el enfrentamiento más recordado del partido. Leonel Sánchez desbordó por el costado izquierdo del campo mientras estaba siendo marcado por Mario David, que provocó la caída de Leonel. Mientras el chileno estaba en el suelo, David lo golpeó repetidamente y, también, a Sánchez, lo que provocó su furia. Leonel Sánchez (hijo del excampeón chileno de boxeo, Juan Sánchez) se levantó y propinó un golpe con su puño izquierdo al italiano. Ninguna de las dos acciones fue sancionada por el colegiado Aston. Dicen que el británico habría consultado al juez de línea Fernando Buergo y que el mexicano lo habría negado por una suerte de camaradería latinoamericana. Minutos después, en pleno juego, Mario David se vengó y le propinó una espectacular patada "voladora" a Leonel Sánchez, y fue inmediatamente expulsado por Aston.
Al regresar al segundo tiempo, Chile mejoró su juego y a los 74', un tiro de Sánchez rebotó en el portero Carlo Mattrel que no logró despejar para que finalmente anotase Jaime Ramírez. Un minuto después, se le anuló un gol a Landa por estar en fuera de juego, y a los 88' un tiro de Jorge Toro desde 30 metros de distancia se coló en el marco italiano decretando el 2:0. Una nueva falta contra Landa en los últimos minutos permitió al árbitro Aston terminar con el partido a los 90' exactos. El estadio estalló de alegría pues Chile aseguraba su clasificación a la segunda ronda, eliminando así a la doble campeona mundial, Italia, pese a contar con grandes jugadores como Omar Sívori, José Altafini, Cesare Maldini, Giovanni Trapattoni, o Gianni Rivera. Un sonoro fracaso, en el que finalizaron en 9.ª posición. Es hasta el momento el único partido en una Copa del Mundo en que hubo bronca.

#### Eurocopa de España 1964

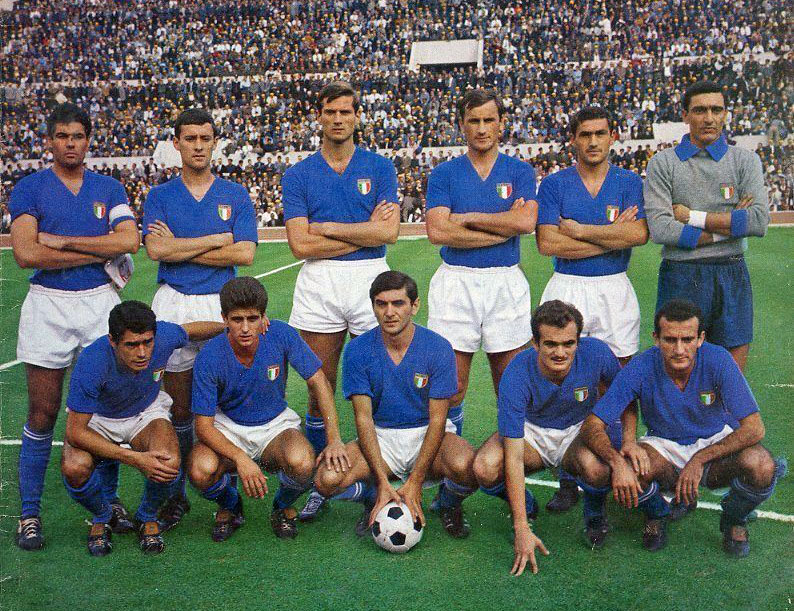
La selección de Italia en 1965

La II Copa de Naciones de Europa tuvo lugar en España en 1964. Para esta edición Italia tampoco fue capaz de clasificarse para la fase final continuando con los negativos resultados en las grandes citas.
En su primera eliminatoria derrotó a la selección turca por un global de 7-0, para enfrentarse a la poderosa selección soviética, vigente campeona de Europa. En su partido de ida, los soviéticos fueron superiores a los italianos, quizá afectados por las bajas temperaturas del país, y el partido finalizó con un 2-0 favorable a los locales. En el partido de vuelta disputado en Roma, se adelantaron los soviéticos demostrando su superioridad, y no fue hasta los últimos minutos del encuentro, cuando Gianni Rivera anotase el tanto de la honra italiana en la eliminatoria. 1-1 final que situaba a la URSS en la siguiente eliminatoria de un campeonato que terminaría perdiendo en la final frente a España. Los transalpinos se despedían de otra gran cita futbolística a las primeras de cambio.

#### Mundial de Inglaterra 1966

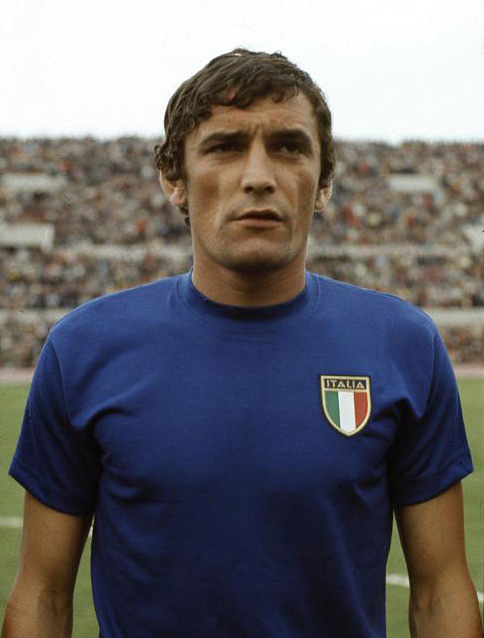
Gigi Riva, uno de los grandes jugadores italianos.

En 1966 la VIII Copa Mundial sería realizada en Inglaterra, cuna del fútbol, con el fútbol más igualado que nunca, con varias selecciones favoritas, se presentaba a priori la disputa del mejor Campeonato del Mundo. Brasil, que había alcanzado a uruguayos e italianos con 2 Copas del Mundo; España, vigente campeona de Europa y con una de las mejores generaciones de futbolistas de su historia; Uruguay, doble campeona mundial; Alemania Federal, campeona mundial; Unión Soviética, campeona de Europa; Portugal, un gran equipo debutante liderado por Eusébio; Hungría, subcampeona mundial y confiada en su siguiente generación al "Equipo de oro"; las siempre peligrosas selecciones balcánicas del Este de Europa; e Italia, doble campeona mundial, le disputaron a Inglaterra el trofeo por ser la mejor selección.
Italia se clasificó para la fase final del torneo tras quedar la primera clasificada del Grupo 8 contra la selección escocesa, la selección polaca y la selección finlandesa.
La selección de Brasil quedaría eliminada en la primera ronda después de ser derrotada en violentos partidos por Hungría y Portugal, llegando este último a semifinales. Uruguay y Argentina tampoco llegaron lejos, después de quedar eliminados en cuartos de final tras arbitrajes polémicos, sobre todo donde jugó Argentina contra Inglaterra. España, vigente campeona en esos momentos de la Copa de Europa, se vio apeada en la primera ronda de clasificación tras perder contra Alemania y Argentina. Así pues, con algunos de los mejores equipos eliminados, parecía que todo se ponía de cara para los italianos, que encuadrados en el Grupo 4 con la selección soviética, la selección chilena y la selección norcoreana, tan solo necesitaba vencer a los débiles y debutantes asiáticos para acceder después de casi 30 años a los cuartos de final.
En el decisivo partido, los norcoreanos vencían contra pronóstico por 1-0 logrando su clasificación para la siguiente ronda junto a los soviéticos, dejando a Italia nuevamente, y ya eran cinco ediciones seguidas, en la cuneta de la primera fase. Más tarde, varios jugadores detectaron que en ese partido fueron drogados con ansiolíticos por alguien de la propia Federación con el objetivo de echar al seleccionador. El equipo italiano al ser eliminado, de regreso a su patria, el avión tuvo que aterrizar en Génova y no en Roma para evitar los enfrentamientos contra los fanáticos. Pero fueron identificados cuando llegaron a Génova, por lo cual los "tifosis" la emprendieron contra los jugadores, lanzando huevos y verduras podridas por la vergonzosa eliminación. Nuevamente se cumplía la gran actuación del país organizador, en este caso Inglaterra, que conseguía levantar el título como quinta selección en lograrlo, y tercera en su propio país.
Sin embargo, tras el largo periodo de tres décadas sin éxitos, por fin llegaría el renacer italiano.

### Regreso a la gloria (1968-1984)

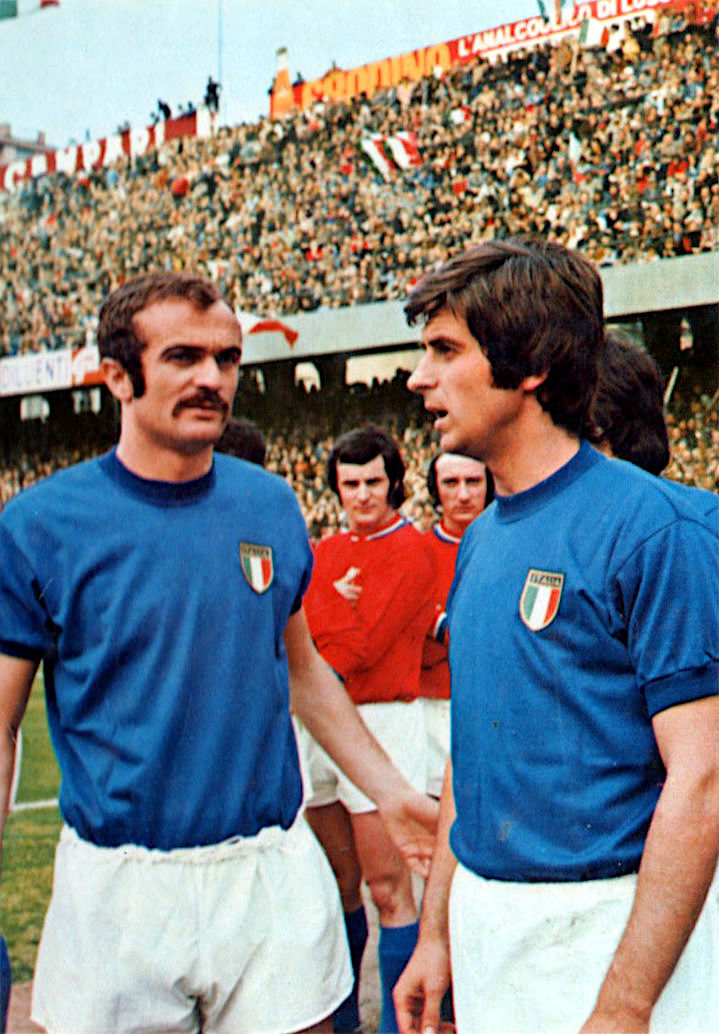
Los grandes Sandro Mazzola y Gianni Rivera, que disputaron respectivamente tres y cuatro mundiales con Italia.

Con el gran papel realizado por cada selección a la hora de celebrar un evento, Italia optó a organizar la nueva Copa de Naciones de Europa, que sería renombrada bajo la denominación de "Campeonato de Europa". Finalmente le fue asignada la organización, lo que sin duda se esperaba fuese una "ayuda" por reflotar a la selección «azzurra», antaño la gran dominadora del fútbol mundial.
Como novedad en el torneo, además del cambio en el nombre, se sustituyeron los tradicionales enfrentamientos a doble partido entre todas las selecciones de la fase de clasificación hasta dilucidar los mejores 4 equipos que pasaban a la fase final, por una fase de grupos a semejanza de la existente en la Copa Mundial, y pasando esta vez sí, a un doble enfrentamiento entre las 8 clasificadas para conformar el definitivo cuadro final del torneo.
Sin embargo, a diferencia de esta, donde se designa el país organizador antes del evento, por lo que el equipo organizador y el defensor del título están clasificados de oficio, no ocurre en el Campeonato Europeo. Todos deben ganarse la clasificación, y es entonces cuando se decide el país que albergará la fase final del torneo que seguirá constando de semifinales, partido por el tercer y cuarto puesto, y la final.
Una Italia conformada por grandes futbolistas como Dino Zoff, Luigi Riva, Sandro Mazzola, Armando Picchi, Angelo Domenghini, Giacinto Facchetti, Cesare Maldini, José Altafini, Giovanni Trapattoni y Gianni Rivera buscaba su primera participación en un Campeonato de Europa que cambiase su suerte tras la posguerra. A nivel de clubes, Italia no solo había conseguido ya una estabilidad, sino que el F.C. Internazionale Milano y el A.C. Milan habían conseguido destronar al Real Madrid C. F. de lo más alto del panorama futbolístico, y dominaban ahora la mayor competición europea de clubes: la Copa de Europa de la UEFA, iniciada en la mitad de los años 50. Esto fue en parte debido a la prohibición de la FIGC desde 1964 a 1980 en la que prohibió jugar a futbolistas extranjeros en sus ligas, para potenciar así a los italianos, y en especial a la «Nazionale».
Los italianos dirigidos por Ferruccio Valcareggi, buscaban de nuevo esa supremacía a nivel de selecciones, y había visto como en los últimos treinta años sus grandes logros habían sido igualados, y pese a haber perdido ese dominio futbolístico en el terreno de juego, aún podía presumir de ser una de las pocas selecciones en haberse proclamado campeona mundial, incluso por dos veces. Se trabajaba por un nuevo éxito debido a la ya lejanía del último trofeo.

#### Eurocopa de Italia 1968

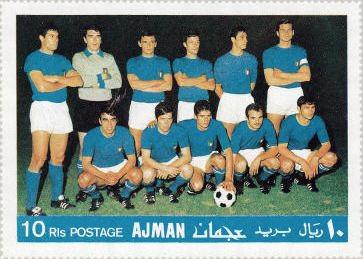
Italia vencedora de la Copa de Europa celebrada en su país en 1968.

Italia certificó su primera clasificación para un Campeonato de Europa tras quedar vencedora del Grupo 6 de la fase de clasificación ante la selección rumana, la selección chipriota y la selección suiza sin perder ningún encuentro, y vencer en la eliminatoria directa a la selección búlgara por un global de 4-3. Pese a perder el primer partido disputado en Sofía por 3-2, supieron reponerse y remontar la eliminatoria con una victoria en Nápoles por 2-0 gracias a los tantos de Pierino Prati y Angelo Domenghini
Italia llegaba por fin a una fase final, que además se encargaría de hospedar, con lo que contaría con el añadido del apoyo de su público. Se trataba de la Copa de Naciones de Europa de 1968 de Italia, que en esta edición cambiaría su nombre por el de "Campeonato de Europa de Fútbol" o "Eurocopa".
Sin embargo, su clasificación no estuvo exenta de suerte, que en momentos cruciales, llegaría a ser determinante para su resurgir. En semifinales hubo de enfrentarse nuevamente a la potente selección soviética, la otra gran favorita: su título y un subcampeonato en Europa, así como las semifinales en el Mundial disputado dos años atrás en Inglaterra, le avalaban. Un partido muy reñido y muy táctico en el que ninguna de las selecciones fue capaz de perforar la portería rival, con el consiguiente empate a cero goles final. Dino Zoff, que fue elegido como el mejor jugador del campeonato, mantuvo su portería imbatida durante los 120 minutos reglamentarios, después de la prórroga, lo que hizo que quedase en manos del azar ver qué selección accedía a la gran final de Roma, ya que en esa época no habían sido estipulados oficialmente los lanzamientos de penalti para decidir las clasificaciones igualadas. De hecho, esta suerte había nacido sólo seis años antes en Cádiz, España durante un Trofeo Ramón de Carranza, pero no fue hasta mediados de los años setenta cuando la FIFA los estableció en sus competiciones.
La incertidumbre se apoderó del estadio San Paolo, ya que la proximidad de la final, tan solo dos días después, impedía el procedimiento habitual en caso de empate, que era la disputa de un partido de desempate.
No era la primera ocasión en la que se acudía a un proceso similar. En 1954, España se quedó fuera del Mundial de Suiza de por un sorteo de desempate con Turquía en el que la mano inocente de un niño (italiano curiosamente) sacó con los ojos vendados el nombre del equipo caucásico para clasificarse al torneo. Pero nunca la fortuna había tenido tanta relevancia. No en vano, por primera vez la moneda iba a decidir quién sería el finalista de una gran competición.
Tschenscher, el árbitro del encuentro, llamó a los dos capitanes al vestuario. Unos minutos interminables para todos los asistentes al encuentro, que esperaban con ansia las buenas noticias que pudieran llegar del túnel de vestuarios. Cabe resaltar que fueron muchas las leyendas se han generado en torno a aquellos instantes. Desde la intervención divina de San Jenaro, patrón de Nápoles, a la presencia de «La Camorra», influenciando en el resultado, obligando a que la moneda tuviera las dos caras iguales en favor de la decisión de Italia, pasando por el "equilibrio místico de la moneda, suspendida por el público en su rotación hasta que cayera del lado italiano", como comentaron la crónicas del día siguiente. En cualquier caso, todo un acontecimiento en el país transalpino, que por fin regresaba a lo más alto tras muchos años de decepciones y tristezas.
Giacinto Facchetti, capitán de «La Azzurra», trató de desmitificar el hecho: 

"Fue para no creerlo. La moneda se cayó por una grieta del suelo, el árbitro la sacó y la volvió a lanzar. En esta ocasión se quedó plana y de inmediato vi que había salido cara, lo que yo había elegido. Fui corriendo hacia el césped y, en cuanto mis compañeros vieron mi cara, lo celebramos todos. El San Paolo enloqueció".

 Mientas, el seleccionador italiano Valcareggi comentaba frente a las especulaciones de amaño:

"¿De verdad alguien puede creer que Rusia, que era un bloque unido, potente, y hacía propaganda con el deporte, hubiera permitido que estuviera preparado?"

Así pues, Italia accedía a la final del torneo, donde se enfrentó a la selección yugoslava. Los balcánicos llegan muy envalentonados a la final tras haberse deshecho por el camino de grandes combinados como la reciente Campeona del Mundo, Inglaterra. 

"Derrotados los mejores, me parece obvio que ahora podamos tranquilamente repetir contra Italia"

 declaraba Rajko Mitić, seleccionador «plavi». Además, los «azzurri» no podían contar ni con Riva ni con Gianni Rivera, dos de sus jugadores más talentosos. Yugoslavia, más motivada de inicio, se adelantaba en el marcador, y cuando se temía ya lo peor en la capital lombarda, viéndose ampliamente superados por los yugoslavos, llegaba el tanto del empate de Domenghini para firmar el 1-1 final que tampoco se movería en la prórroga. De nuevo algo de fortuna en los momentos clave, como manifestó Zoff al concluir el partido:

"Para ser honestos, no merecimos empatar"

 Era necesario un partido de desempate, que tuvo lugar dos días después en el mismo escenario, en el que esta vez sí, Italia salió decidida y con un cambio radical en el equipo titular, y gracias a los tantos de Pietro Anastasi, quien debutó en la final, y de Luigi Riva, los italianos ganaban la final por 2-0 levantando su primer trofeo que le acreditaba como Campeón de Europa, y recuperar así la solera de los años 30.
Italia volvía a la cima futbolística, asentando además unas bases para un decenio de grandes resultados que estarían por llegar. Sin duda, la elección de Valcareggi de anteponer el fútbol de calidad al de músculo fue clave en ese logró. Pero quizás absolutamente nada hubiera sido posible si una simple moneda hubiera caído del lado de la cruz y no del de la cara.

#### Mundial de México 1970

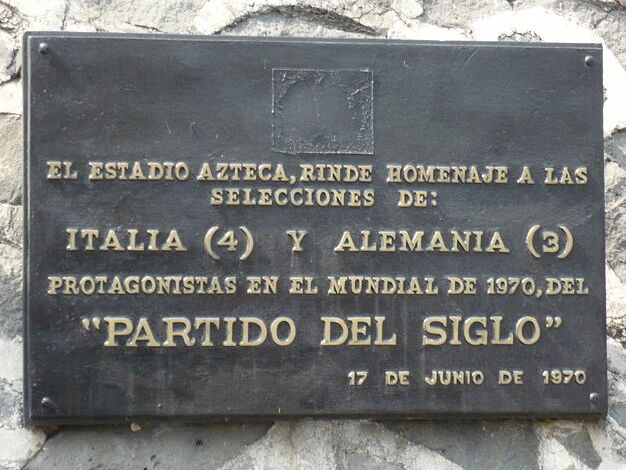
Placa conmemorativa en el Estadio Azteca del «Partido del siglo» entre y.

En la Copa Mundial de Fútbol de 1970 de México, Italia forjaría una nueva rivalidad con la selección occidental alemana. En el partido que ambas escuadras jugaron en las semifinales del torneo sería recordado para la posteridad.
Antes de llegar a él, los italianos se clasificaron como primeros del Grupo 2 por delante de la selección uruguaya, la selección israelí y la selección sueca, para enfrentarse a la selección mexicana en cuartos de final. Los anfitriones consiguieron ponerse por delante y ponerle resistencia a la vigente campeona de Europa en la primera parte, a la que se llegó a su conclusión con un empate a un gol. Sin embargo, tras la reanudación, los italianos impusieron su juego, y acabaron ganando por 4-1 con una destacada actuación de Riva y de Rivera. Italia llegaba a la histórica semifinal frente a los teutones.
Alemania Federal e Italia ofrecieron el 17 de junio de 1970 el que para muchos entendidos y expertos es considerado el partido de fútbol más emocionante de la historia. Por tal motivo fue llamado el «Partido del Siglo». El estadio Azteca fue escenario de un espectáculo que finalizó 4-3 a favor de la «Azzurra». Tras adelantarse Italia en los primeros minutos del encuentro, fue capaz de defender el resultado durante casi todo el partido. En el minuto 92 de partido, cuando los italianos casi celebraban el pase a la final, el alemán Karl-Heinz Schnellinger anotaba el tanto del empate y llevaba el partido a la prórroga. Los casi 90 000 asistentes desconocían la hazaña que estaba por llegar. El demoledor artillero Gerd Müller adelantaba a los alemanes al poco de la reanudación, para en menos de diez minutos ver como Italia conseguí voltear el resultado con dos goles que le colocaban de nuevo por delante en el marcador antes del comienzo de la segunda parte de la prórroga. En la reanudación de los últimos 15 minutos, Müller empataba el encuentro, y tan solo un minuto después el ídolo italiano Gianni Rivera daba el que a la postre supondría el pase a la final para los mediterráneos. En total cinco goles anotados en la prórroga, el único partido en toda la historia de la Copa Mundial de la FIFA en la que esto ha sucedido.
El esfuerzo en la semifinal acabaría pasando factura a los italianos, que deberían enfrentarse a uno de los mejores equipos de la historia del fútbol, la selección brasileña de los Pelé, Jairzinho, Rivelino o Tostão dirigidos por Mário Zagallo, en la final en la que además se vivieron diversas situaciones inéditas en la historia de la competición: el enfrentamiento en la final de dos campeonas de la Copa del Mundo, el desempate por ver quién de las dos se convertía en la selección más laureada del torneo deshaciendo el triple empate existente, y por ver quién de las dos conseguía quedarse con el trofeo Jules Rimet en propiedad, por haber sido capaz de ganar 3 campeonatos.
Durante el primer tiempo ambos equipos estuvieron igualados a un gol, pero la artillería brasileña estallaría en el segundo tiempo, en el que los italianos pagaron el esfuerzo ante Alemania Federal, anotando tres goles más. Brasil derrotó por 4-1 a Italia ante 107 412 espectadores, coronándose como tricampeón con una de las escuadras más valoradas en la historia del fútbol.
Se le escapaba el triunfo a Italia, pero sin embargo demostraba al mundo que volvía a ser una de las mejores selecciones y que habría de tomárseles en cuenta de nuevo a partir de ahora.

#### Eurocopa de Bélgica 1972
Pese a haber encontrado de nuevo el camino del éxito, los italianos no fueron capaces de clasificarse para la Eurocopa 1972 de Bélgica. Pese a superar la primera clasificación del Grupo 6 de la fase de grupos ante la selección austríaca, la selección sueca y la selección irlandesa, la actual subcampeona mundial y vigente campeona europea, perdería en el decisivo partido para acceder a la fase final a los que resultarían ser los anfitriones: la selección belga que les derrotó por un 2-1 global que consiguieron en el partido de vuelta.
Italia se quedaba pues a las puertas tras un nuevo varapalo, y sin opciones de defender el título de Italia 1968. Esta vez sin embargo tardaría menos en recuperarse.

#### Mundial de Alemania Federal 1974

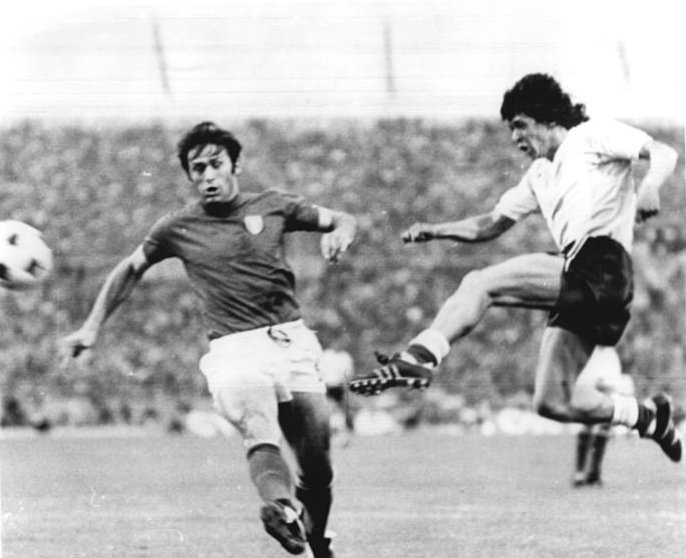
Partido Italia-Argentina de Alemania 1974.

Tras el gran papel realizado en la anterior edición, Italia llegaba a la Copa Mundial de Fútbol de 1974 de Alemania Occidental (R.F.A.) con la esperanza de alcanzar el éxito de Brasil.
En esta edición se dieron tres nuevas circunstancias: la participación de dos selecciones alemanas, la Alemania Federal y la Alemania Democrática, la participación de la tercera selección africana en manos de Zaire tras la participación egipcia en 1934 y la participación de Marruecos en México 1970 y la aparición por primera vez la actual versión del Trofeo de la Copa Mundial de Fútbol. Tras presentarse 54 proyectos para el nuevo trofeo, se eligió el diseño del italiano Silvio Gazzaniga, de oro macizo, cinco kilos de peso y base de malaquita, ya que la Copa Jules Rimet había sido concedida a perpetuidad a Brasil en el torneo anterior.
Tras clasificarse como primera del Grupo 2 de la fase de clasificación europea, quedó encuadrada en el Grupo 4 con la selección polaca, la selección argentina y la selección haitiana, segunda participante caribeña en un Mundial. Italia inició su participación en el Mundial de Alemana, derrotando 3-1 a Haití, no sin antes pasar un buen sofocón, cuando iniciado el segundo tiempo, una descolgada del equipo haitiano por Emmanuel "Mano" Sanon, anotaba el gol y rompiendo el récord de imbatibilidad que tenía Dino Zoff de más de mil minutos sin que le anotaran gol. Contra Argentina, gracia al autogol del defensa central Roberto Perfumo, terminó el partido 1-1. Polonia, la sorpresa del grupo y revelación del torneo (finalmente quedaría en tercer lugar) derrotó a Argentina, por lo que se jugaba el pase en la última jornada con los italianos. En el trascendental encuentro, los polacos se adelantaron con un 2-0, y pese al tanto de Fabio Capello que acortaba distancias, la selección transalpina no tuvo tiempo suficiente para darle la vuelta al marcador, finalizando la contienda con 2-1 y quedando eliminada en la primera fase por detrás de polacos y sudamericanos.
Italia finalizaba en una discreta décima posición.

#### Eurocopa de Yugoslavia 1976
Italia no lograría, de nuevo, clasificarse para la Eurocopa 1976 de Yugoslavia al finalizar tercera del Grupo 5 de la fase de clasificación en donde tuvo que enfrentarse a la selección neerlandesa, la vigente subcampeona mundial que deslumbró al mundo de la mano de Johan Cruyff, Johan Neeskens, Rob Rensenbrink, y Ruud Krol con su implantación y estilo de juego del «Fútbol total» que le servirían para ser apodada como la «Naranja Mecánica»; la selección polaca, su verduga en el pasado Mundial, y revelación al finalizar en tercera posición; y la selección finlandesa.
De nuevo Polonia, en el penúltimo partido de grupo, les "robaría" un punto tras el empate a un gol que de nada servía a ninguna de las dos selecciones, y que llevaría a los Países Bajos a clasificarse para la segunda fase clasificatoria, y finalmente terminar tercera de la Eurocopa balcánica primera celebrada en la Europa del Este.

#### Mundial de Argentina 1978

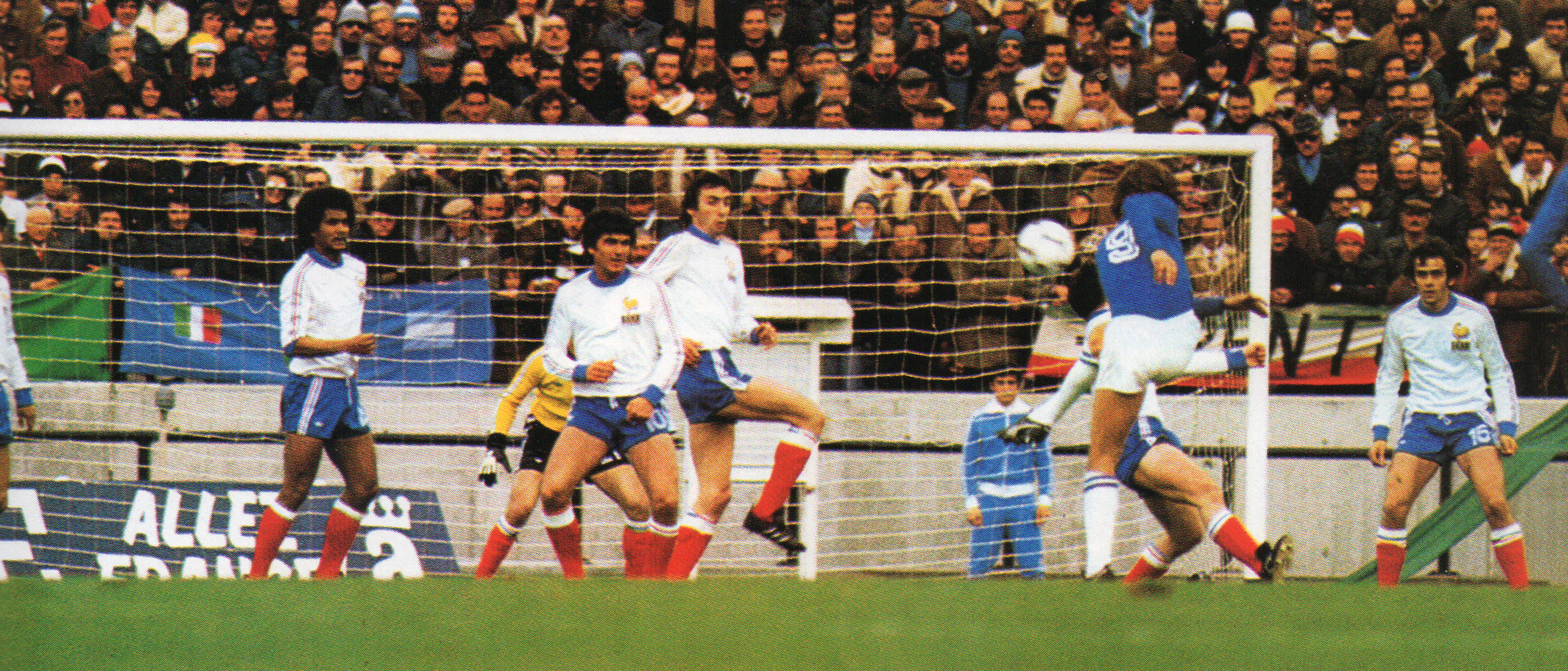
Partido Italia-Francia de Argentina 1978.

El Mundial de 1978 volvía a Sudamérica.
El Grupo 2 de clasificación llevó a Italia a disputar el Mundial gracias al mejor «goal-average» (actual diferencia de goles) frente a la selección inglesa, con la que quedó igualada a puntos, tras superar a la selección finlandesa y la selección luxemburguesa.
En la primera fase del torneo, quedó emparejada en el Grupo 1 junto a la anfitriona del evento, la selección argentina, la selección francesa, y la selección húngara. Una Italia, en la que aparecía un joven Paolo Rossi, ganó todos sus partidos con gran solvencia, y accedió como primera de grupo a la siguiente fase del torneo. En ella le esperaba un difícil grupo en el que se encontraban la siempre difícil selección austríaca, y en especial los dos finalistas de la edición anterior, la selección occidental alemana y la selección neerlandesa.
Tras empatar a cero frente a los campeones germanos, y vencer por 1-0 a los austríacos, necesitaba de una buena actuación frente a «Los Orange» para clasificarse para la final del campeonato. El grupo se encontraba muy reñido, y cualquier cosa podía suceder. A excepción de Austria, los demás equipos tenían opciones de clasificarse, y dependían de sí mismos. Pese a que Erny Brandts adelantaría con un autogol a los italianos, finalmente serían los neerlandeses los que, pese a no contar con su gran estrella Johan Cruyff, acabarían venciendo por 2-1 y accediendo a la final del campeonato contra la anfitriona Argentina, vencedora del otro grupo, y días después, del torneo. Sin embargo, debido al nuevo formato existente desde la edición anterior, y en especial gracias a la sorprendente victoria de Austria sobre Alemania Federal en el otro encuentro del grupo, Italia clasificó como segunda de grupo para la disputa del tercer puesto del campeonato. Allí esperaba de nuevo Brasil, que pese a no contar con las grandes figuras que asombraron al mundo en la década de los 60 y principios de los 70, continuaba siendo una de las grandes potencias futbolísticas con su fútbol rápido y vertical.
Ante casi 70 000 espectadores se celebró en Buenos Aires la disputa por el tercer puesto del Mundial de Argentina. Los Zoff, Cabrini, Gentile, Scirea, y Rossi salieron dispuestos a vencer a los brasileños que les privaron de conquistar el Mundial de México 1970. Así se adelantaron los italianos al minuto 38 gracias a un gol de Franco Causio, con el que se llegó al final de la primera parte. Pero «La Canarinha» conseguiría darle la vuelta al partido. Un tanto del defensa Nelinho y otro de Dirceu 8 minutos después, harían que Brasil venciese de nuevo a los italianos para hacerse con el tercer puesto.
Italia cerraba así una gran participación, y se consolidaba en lo alto del fútbol internacional compitiendo con grandes selecciones como Alemania Federal, Brasil, Países Bajos, Argentina, que se erigirían en los equipos a batir, junto a las ya rivalidades históricas que mantenía con las vecinas Francia y España.

#### Eurocopa de Italia 1980
Con una destacada actuación en el pasado Mundial, llegaba la Eurocopa 1980 que se celebraría en Italia. Como novedad en la VI edición del campeonato, se amplió el número de equipos que participarían en la fase final desde los 4 que accedían anteriormente a 8 divididos en dos grupos, a semejanza del formato del Mundial.
También, el país anfitrión clasificaba automáticamente para dicha fase final.
Italia, encuadrada en el Grupo B junto a la selección belga, la selección inglesa y la selección española. Un grupo muy igualado y en el que apenas hubo goles decidiría qué dos equipos accedían a la final y al partido por el tercer puesto.
Tras empatar 0-0 en el primer partido frente a España frente a la que no se enfrentaba en partido oficial desde el polémico partido del Mundial de 1934, logró una sufrida victoria por 1-0 frente a los ingleses merced al tanto de Marco Tardelli que dejaba el grupo totalmente abierto. Cada equipo dependía de sí mismo para clasificarse.
El decisivo partido frente a los belgas finalizaría con otro empate a cero goles que servía para clasificar a ambos conjuntos, pero desgraciadamente con los italianos por detrás de los belgas merced al «goal-average» acumulado en la fase de grupos, por lo que los transalpinos disputarían el tercer puesto de su Eurocopa frente a la selección checoslovaca.
El tanto de Francesco Graziani servía para que Italia empatase a un gol frente a Checoslovaquia, y fuese necesaria la resolución desde el punto de penalti, ya oficializada desde los años 70 por parte de la FIFA como método de desempate. Una tanda que se prolongaría hasta los 18 lanzamientos. Uno a uno fueron lanzando, y uno a uno fueron anotando hasta llegar al lanzamiento de Fulvio Collovati, que tras superar ya los 5 lanzamientos obligatorios, un fallo decidiría la suerte. El jugador italiano falló su lanzamiento, y por la conversión del último lanzador checoslovaco Jozef Barmoš, Italia perdía el encuentro y finalizaba en cuarta posición de la Eurocopa.

#### Mundial de España 1982

Escudo de la selección de Italia usado entre 1982 y 1984

El mayor acontecimiento futbolístico retornaba a Europa. El Mundial de 1982 se celebró en España. Un campeonato marcado por la ampliación del número de participantes de 16 a 24 con lo que se modificaba también el formato del torneo, y en el que se produciría la mayor goleada de la historia de los Mundiales, tras derrotar la selección húngara a la selección salvadoreña por 10-1.
Italia llegó al Mundial tras clasificarse en el Grupo 5 de la UEFA junto a la selección yugoslava, por delante de Dinamarca, Grecia y Luxemburgo. La suerte la encuadró en el Grupo A con la selección polaca, la selección camerunesa y la selección peruana. Un grupo a la postre igualadísimo en donde se vieron 5 empates y tan solo una victoria por parte de Polonia. Por su parte, Italia empató sus tres encuentros, por 0-0 ante Polonia, y 1-1 frente a Perú y Camerún. Debido al resto de empates, los 3 puntos le valieron para clasificarse como segunda de grupo, y pasar a la segunda fase, donde quedaría emparejada en el Grupo de «la muerte» donde debería enfrentarse a la selección brasileña y a la selección argentina. En aquel grupo había nada menos que 6 títulos de campeón mundial. Más de la mitad de los hasta el momento otorgados.
En su primer enfrentamiento, Italia doblegaba a los vigentes campeones mundiales por 2-1 gracias a los tantos de Marco Tardelli y Antonio Cabrini que hacían inútil el tanto del argentino Daniel Passarella. Lo que unido a la posterior victoria de los brasileños sobre los argentinos, suponía la eliminación de la vigente campeona que contaba entre sus filas con un joven Diego Armando Maradona que acudía a su primer Mundial, y que de nuevo Brasil e Italia se volvieran a ver en un encuentro decisivo y debieran luchar por un puesto en la gran final del campeonato.
Una magnífica actuación de Paolo Rossi —que se convertiría en el mejor futbolista del torneo—, autor de una tripleta, haría insuficientes los goles de Sócrates y Falcão, y colocaría a su país en las semifinales del Mundial.

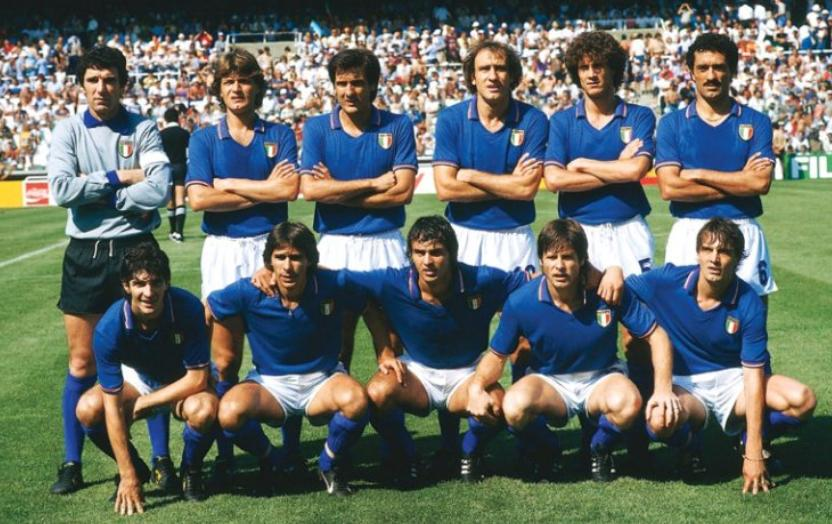
Italia volvería a proclamarse como la mejor selección en el Mundial de España 1982

En ellas, Rossi se erigiría nuevamente en la figura del partido al anotar los dos goles que darían a Italia el triunfo por 2-0 frente a la selección polaca (sorprendente semifinalista tras eliminar a la selección soviética y a la selección belga), y el pase a la ansiada final. Sería la segunda final en 12 años, y la cuarta a lo largo de su historia. Pese a la época de ostracismo sufrida, era algo que muy pocas selecciones habían conseguido.
Allí esperaba la potente selección occidental alemana de Uli Stielike, Paul Breitner, Karl-Heinz Rummenigge, y Pierre Littbarski, doble campeona Mundial y Europea.
El estadio Santiago Bernabéu, sede de la final, reuniría a 90 000 espectadores el 11 de julio de 1982 para presenciar el encuentro entre ambas selecciones. Tanto Italia como Alemania podrían alcanzar a Brasil, y en el caso de los italianos, convertirse de nuevo después de 12 años en la selección con más títulos del Campeonato del Mundo.
Después de un primer tiempo sin goles, durante en el que Antonio Cabrini erró un penalti, Paolo Rossi marcó el primero, gracias a un pase cruzado de Claudio Gentile. A continuación sería Marco Tardelli el que anotase desde el borde del área en el minuto 69. Tras un contraataque del extremo Bruno Conti, Alessandro Altobelli hizo el 3-0 demostrando su superioridad. El triunfo de Italia parecía seguro, fomentando al presidente italiano Sandro Pertini a apuntar con el dedo a las cámaras de televisión en una gesto de "no nos va a coger ahora". Paul Breitner anotó para la República Federal de Alemania a los 83 minutos, pero Italia se aferró a su primer título de la Copa Mundial en 44 años, y su tercera en total con una victoria por 3-1.
El éxito se sucedió también en lo individual, en especial en dos de sus futbolistas. Paolo Rossi deslumbró al Mundo con sus actuaciones, y gracias a ellas ganó la Bota de Oro como máximo goleador del torneo con 6 tantos, y el Balón de Oro como mejor jugador del torneo, galardón que se concedió por primera vez en la presente edición del campeonato. Por su parte, el veterano capitán y portero Dino Zoff, que disputaba su cuarto Campeonato Mundial, se convirtió, a los cuarenta años, en el jugador de mayor edad en ganar la Copa del Mundo, y el segundo portero en levantar el trofeo como capitán.

### Afianzamiento como gran potencia (1984-2007)
Pese a que tardaría en llegar un nuevo éxito para los italianos, realizó buenas actuaciones internacionales, y en varias ocasiones estuvo cerca de ampliar su palmarés. Nuevas generaciones de futbolistas que asombrarían en Italia, que se convertiría en la década de los 90 en el mejor escaparate mundial de fútbol.

#### Eurocopa de Francia 1984
Italia no conseguiría clasificarse para la Eurocopa 1984 de Francia, donde tras realizar una mala fase de clasificación en el Grupo 5, quedó penúltima tras conseguir una sola victoria en el grupo formado junto a la selección rumana, primera clasificada, la selección sueca, la selección checoslovaca, la selección chipriota.
Italia seguía sin la suerte de cara en la competición europea, al contrario que en los Mundiales, y esta vez estuvo principalmente debida a su escaso bagaje goleador, donde tras 8 partidos, anotó únicamente 6 goles que solo sirvieron para superar a Chipre.

#### Mundial de México 1986

Escudo de la selección de Italia entre 1984 y 1992

Llegaba una nueva cita mundialista, a la que se presentaba como vigente campeón. La Copa Mundial de 1986 de México. El país latinoamericano se convertía así en el primer país en albergar 2 citas mundiales, ya que la previamente seleccionada para acoger el evento, Colombia, finalmente tuvo que declinar ante la imposibilidad de cumplir con los requisitos que exigía la FIFA.
Como curiosidad, se dio una circunstancia que se convertiría desde entonces en un clásico entre los aficionados asistentes a un recinto deportivo. «La ola», consistente en cientos de aficionados levantando las manos de manera sincronizada, como un fenómeno colectivo que da la vuelta a todo el recinto deportivo y que hoy en día se ha establecido mundialmente como una forma de expresar la alegría y goce de los aficionados.
En cuanto al aspecto meramente futbolístico, Italia quedó encuadrada en el Grupo A junto con la selección argentina, la selección búlgara y la selección surcoreana. Durante la primera fase del torneo, Alessandro Altobelli se erigió en la gran figura italiana al ser el autor de todos los tantos italianos. Un empate a un gol frente a los búlgaros, y frente a la Argentina de Diego Armando Maradona, se unirían a la victoria por 2-3 frente a los surcoreanos para clasificarse como segunda de grupo para los octavos de final del torneo.
Italia, acusada por la ausencia de Paolo Rossi que estaba cerca de retirarse como profesional, no fue capaz de anotar ningún gol más a lo largo del campeonato, lo que supuso su eliminación en el enfrentamiento contra la selección francesa, histórica rival liderada por Michel Platini, que la superó por 2 goles a cero.

#### Eurocopa de Alemania 1988
Italia recuperaría su buen juego para la VIII edición de la Eurocopa celebrada en Alemania Federal. Accedió a la fase final del torneo tras salir como primera del Grupo 2 de la fase de clasificación tras firmar una casi impecable actuación frente a la selección portuguesa, la selección sueca, la selección suiza y la selección maltesa.
En el difícil Grupo A junto a la selección occidental alemana, la selección española y la selección danesa. Roberto Mancini anotaría un tanto que serviría para que Italia empatase por 1-1 frente a los anfitriones, Gianluca Vialli otro que serviría para vencer por 1-0 a la vigente subcampeona de Europa, España, y Alessandro Altobelli y Luigi De Agostini certificaban el 2-0 para vencer a la selección nórdica. 3 resultados que situaban a Italia en las semifinales de la competición donde habría de enfrentarse a la selección soviética, en la que sería la última aparición de dicha selección en instancias importantes antes del Fin de la Unión Soviética.
En ellas, los soviéticos hicieron gala de su gran fortaleza, y se impusieron a los del Mediterráneo por un 2-0 que les llevó a la final la cual perdieron frente a la selección neerlandesa de los Ronald Koeman, Frank Rijkaard, Ruud Gullit, y Marco van Basten, una de las mejores generaciones que asombraron al mundo, y en especial a Italia, en cuyos clubes militaban algunos de ellos.
Italia salió reforzada como cuarta clasificada, y con un equipo consolidado para afrontar el siguiente Mundial que se celebraría en su propio país.

#### Mundial de Italia 1990

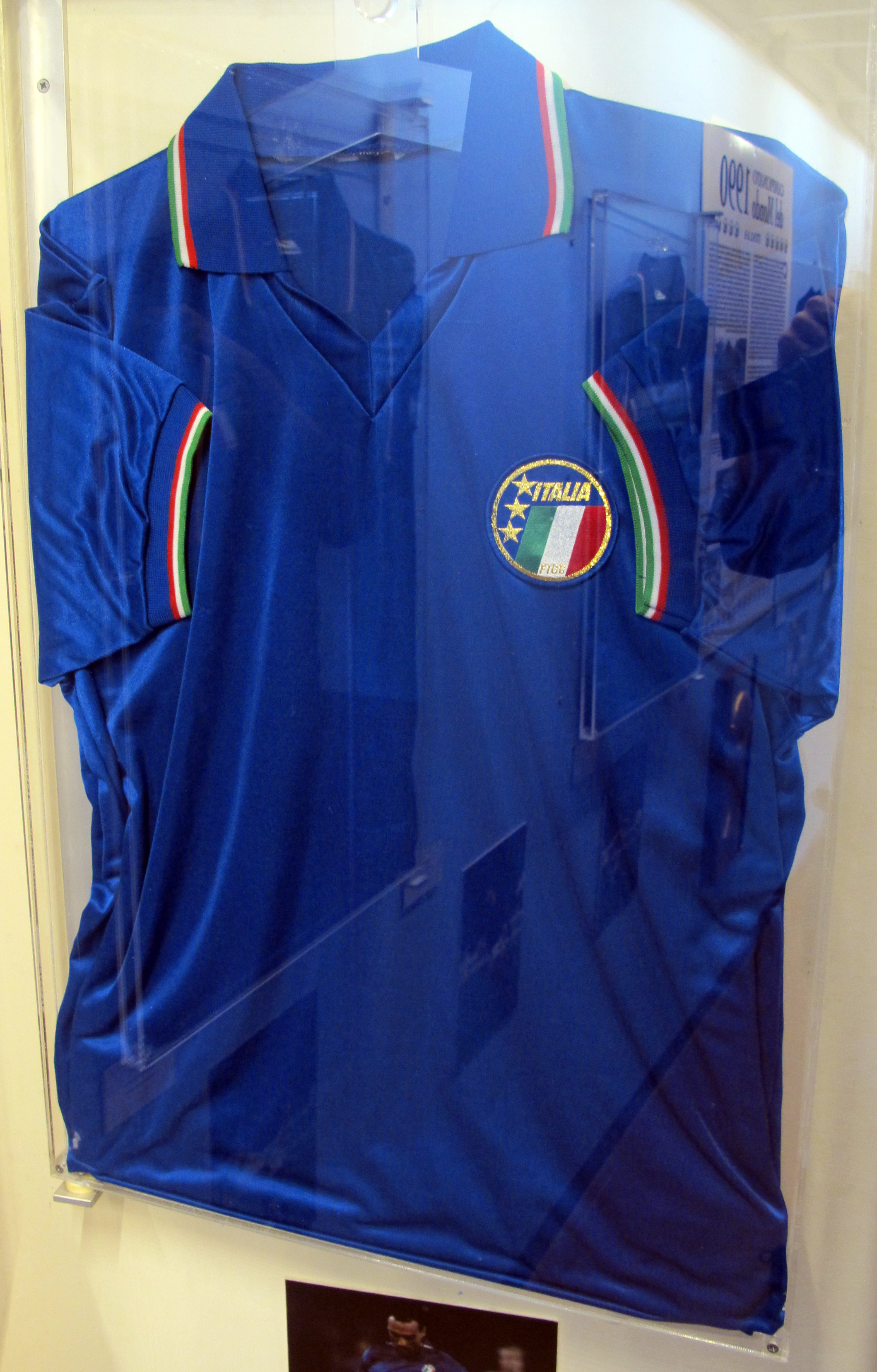
Camiseta de Salvatore Schillaci, Bota de Oro del torneo.

La Copa Mundial de 1990 de Italia sería la segunda que se organizaba en suelo italiano, y el segundo país en conseguir tal honor.
Además sería el último Mundial hasta la fecha en el que se reunirían todas las actuales campeonas mundiales: Italia, Uruguay, Alemania Federal, Brasil, Inglaterra y Argentina; y el último que contaría con la participación para las selecciones que se desintegrarían en los siguientes años como Yugoslavia, Checoslovaquia, Alemania Federal y la Unión Soviética.
En el campeonato, Italia quedó emparejada en el Grupo A junto a la selección checoslovaca, la selección austríaca y la selección estadounidense.
En el primer partido frente a los austríacos, un solitario gol del «Totò» Schillaci daría la victoria a los italianos. Frente a los estadounidenses se repitió el mismo marcador gracias a un gol de Giuseppe Giannini, que sumado a la victoria por 2-0 frente a los checoslovacos gracias a los goles de Schillaci, y de un joven Roberto Baggio en lo que sería denominado como "el gol del Mundial" debido a su bella factura, servirían para completar una perfecta fase de grupos. Tres victorias en tres partidos, y sin recibir ningún gol, era el bagaje con el que se presentaba Italia en los octavos de final del que todo el país consideraba ya "su" campeonato.
El cruce frente a la selección uruguaya, doble campeona Mundial, depararía otra solvente actuación italiana, que vencería por 2-0 gracias a los tantos de Schillaci, y Aldo Serena. Esperaba la selección irlandesa en los cuartos de final.
En el partido, no hubo sorpresas, y de nuevo Schillaci anotaría el tanto que supondría el 1-0 final que llevaría a los anfitriones a semifinales y que situaba al italiano como máximo realizador del campeonato.
Allí esperaba la selección argentina de Diego Armando Maradona vigente campeona Mundial. El partido necesitó ser resuelto desde el punto de penalti, tras llegar al final de los 120 minutos de partido con un empate a uno por los goles de Schillaci y Claudio Caniggia. En los lanzamientos, los fallos de Roberto Donadoni y Aldo Serena condenarían a Italia, y los 60 000 asistentes de Nápoles cargaron contra el ídolo local Maradona por dejarles fuera de la final de "su" Mundial.
En el partido por el tercer puesto, Italia venció por 2-1 a la selección inglesa con goles de Baggio y Schillaci y regresó al podio Mundialista, y Schillaci recibió la Bota de Oro como máximo realizador con 6 tantos y el Balón de Oro como jugador más destacado del torneo.
Pese a las enormes emociones vividas por los italianos, la cita fue considerada como una de los de más baja calidad, debido a un fútbol extremadamente defensivo, lo que se vio reflejado en la baja cifra de goles (la más baja de la historia) y el gran número de partidos definidos en penaltis, entre los que se encontraron las dos semifinales.

#### Eurocopa de Suecia 1992

Escudo de la selección de Italia entre 1992 y mediados de la década de 2000

Continuando con la dispar fortuna en las Eurocopas, la IX edición del torneo que se celebró en Suecia depararía un mal destino a los italianos. Los transalpinos no conseguirían acceder a la fase final del torneo tras caer eliminados en el Grupo 3 de la fase de clasificación. Emparejados con la selección noruega, la selección húngara, la selección chipriota, y la selección soviética, que sería la clasificada, y que justo después de la fase de clasificación, se disolvería debido a la disolución de la Unión Soviética, por lo que su participación sería reemplazada por la selección CEI en la fase final. Italia falló en la clasificación, en especial a los últimos dos empates cosechados frente a soviéticos y noruegos.
Una decepción como hacía tiempo que no se vivía en Italia, debido en especial a la gran participación del anterior Mundial, del que había ganas de resarcirse, y por contar con una de las mejores generaciones de futbolistas que dio el país.
Como curiosidad del evento, cabe destacar la participación de la selección danesa con apenas unos días de antelación, en sustitución de la selección yugoslava que fue excluida debido a que se encontraba inmersa en la Guerra de los Balcanes. Contra pronóstico, y casi sin haber podido prepararse para el evento, los nórdicos acabarían saliendo vencedores del campeonato.

#### Mundial de Estados Unidos 1994

Alineaciones de la final del Mundial de Estados Unidos.

Tras la polémica decisión de la FIFA de otorgar la organización de la Copa Mundial de 1994 a Estados Unidos un país de muy poca tradición en un deporte que califican como «soccer», Italia conseguiría el pasaporte al país americano en el Grupo 1 de clasificación UEFA tras doblegar a la selección suiza, la selección portuguesa, la selección escocesa, la selección maltesa y a la selección estonia.
Pese a las reticencias del sector más tradicional, EE. UU. no solo demostraría una magnífica organización del evento, sino que se trataría de la mejor edición del torneo en infraestructuras y asistencia, así como en diversidad y espectáculo respecto a los equipos participantes. Hubo que lamentar el final de la carrera de Diego Armando Maradona, que dio positivo por dopaje. Además, fue tal la expectación levantada por el evento, que hubo que lamentar un trágico incidente. Al término de la primera fase, en la que la selección colombiana cayó eliminada del torneo tras perder en el decisivo partido frente a la selección estadounidense por 2-1 merced a un autogol de Andrés Escobar. Tras regresar a su país y en consecuencia de aquel gol, que daba la victoria y la clasificación a los anfitriones, un enfebrecido aficionado acabó con su vida.
En cuanto a Italia, estuvo encuadrada en el Grupo E con la selección mexicana, la selección noruega y la selección irlandesa. El grupo acabó siendo el más igualado de la primera fase, y los cuatro equipos finalizaron empatados a 4 puntos, con el mismo número de victorias, empates y derrotas, por lo que hubo de decidir el orden para ver qué tres selecciones accedían a los octavos de final mediante el «goal-average». Al estar este también igualado entre las cuatro selecciones, se pasaría al siguiente criterio de desempate, el número de goles a favor. Cabe destacar, que nunca en la historia de una gran competición fue necesario acudir a un criterio tan alto para dilucidar un desempate. Tras estudiar dicho criterio, la selección noruega sería la eliminada, al haber sido capaz de anotar un único tanto, y tras vencer gracias a él, paradójicamente, a la primera clasificada del grupo, la selección mexicana.
Desglosando las actuaciones italianas, no empezarían con buen pie el Mundial, tras caer derrotados por 0-1 frente a los irlandeses. Su suerte mejoraría al vencer por 1-0 a los nórdicos con un gol de Dino Baggio, y cerrarían el grupo con un empate a un gol (anotado por Daniele Massaro) frente a los norteamericanos que llevaría al cuádruple empate.

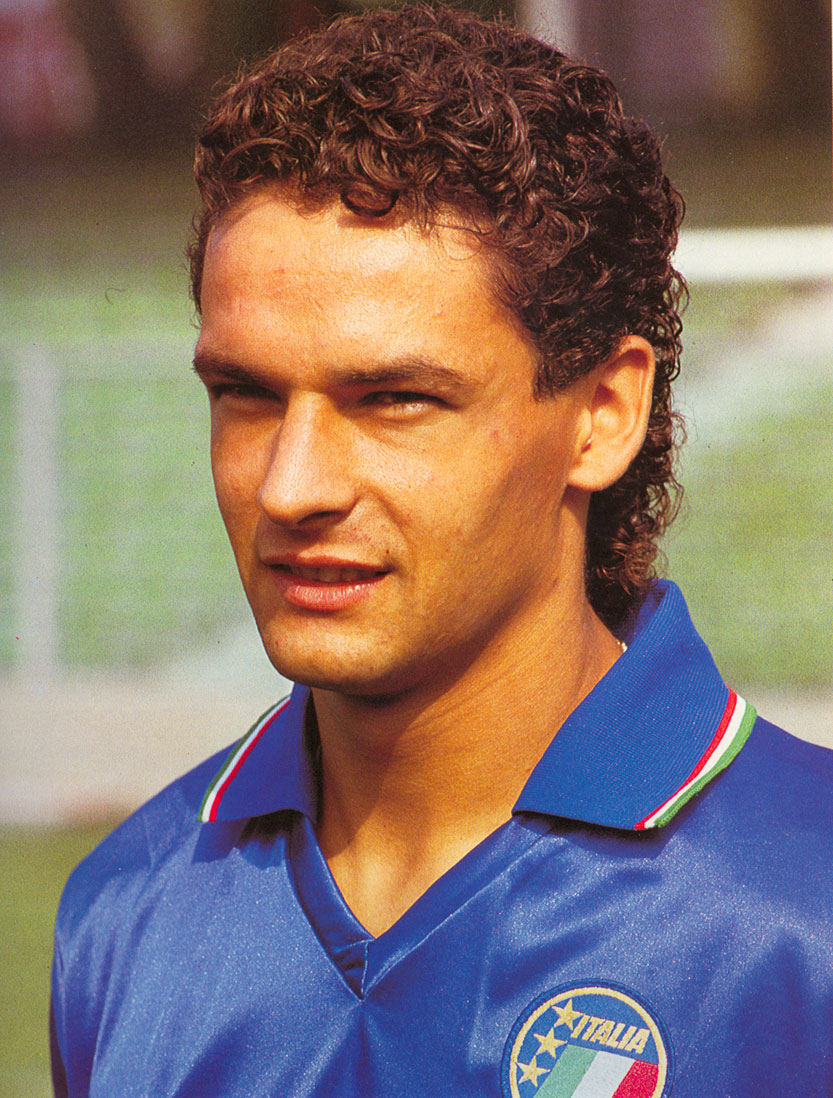
Roberto Baggio, entre los protagonistas del Mundial.

En los octavos de final, la «squadra azzurra» se enfrentó a la selección nigeriana, a la que vencería en la prórroga, tras empatar 1-1 en el tiempo reglamentario, gracias a un penalti en el minuto 100 de partido. Roberto Baggio sería el autor de ambos tantos, y desde ese partido, en el hombre decisivo de Italia y uno de los mejores del Mundial.
Los cuartos de final les llevaría a enfrentarse a una de sus viejas rivales, la selección española, con la que mantuvo grandes duelos en décadas pasadas, en especial en el Mundial de 1934. Sesenta años después, las viejas heridas se abrirían por lo que estaba por acontecer en el encuentro.
Ambas selecciones llegaban al partido como fuertes candidatas a conseguir el título, y el partido no defraudaría en ese aspecto. El inicial tanto de Dino Baggio fue igualado por José Luis Pérez Caminero en el minuto 58. Cuando todo indicaba a que el partido finalizaría con empate y habría que acudir a la prórroga, un pase en largo del conjunto español dejaba solo a Julio Salinas en un mano a mano frente a Gianluca Pagliuca que detendría el disparo con el pie izquierdo. Apenas unos minutos después, y con el partido dominado por España y con varias claras oportunidades de cambiar el marcador, serían los italianos quienes tras un rápido contraataque anotasen por mediación de Roberto Baggio el tanto definitivo. Pero la polémica estaba por llegar. Con España volcada para lograr el gol del empate, en el último minuto de la prolongación Luis Enrique recibió un codazo por parte del defensor Mauro Tassotti que le fracturó la nariz y que hubiese supuesto la expulsión y lanzamiento de penalti si el árbitro lo hubiese señalado. Sin embargo, el destino equilibraría la balanza años después.
Italia llegaba polémica, pero también merecidamente a las semifinales, donde de nuevo dos tantos de Roberto Baggio les clasificaría para la final. La selección búlgara de Hristo Stoichkov, revelación del torneo, caería por 1-2.
En la final esperaba la selección brasileña, de nuevo para desempatar en el palmarés. Una Brasil donde destacaban futbolistas como Claudio Taffarel, Cafú, Mauro Silva, Dunga, Mazinho, y en especial Bebeto y Romário, acabaría levantando su cuarto título Mundial tras un partido que finalizó empate a cero después de los 120 minutos. Mucho respeto entre los dos equipos que decidirían su suerte en los penaltis. Tras los errores iniciales de Franco Baresi y Márcio Santos, inauguraría la tanda Demetrio Albertini, para que la igualase Romário. Alberigo Evani y Branco anotarían los suyos, para que tras el fallo de Daniele Massaro y el posterior acierto de Dunga, le tocase el turno al ídolo italiano Roberto Baggio. Su lanzamiento, en caso de convertirlo, necesitaría de un posterior error brasileño para seguir teniendo opciones. No llegó a producirse. Baggio enviaba por encima del travesaño su lanzamiento, por lo que Brasil sucedía a Alemania Federal —reconvertida en Alemania y bajo una única selección, la selección alemana—, como campeona Mundial.

#### Eurocopa de Inglaterra 1996
Como novedad en la Eurocopa 1996 de Inglaterra se amplió el número de participantes en la fase final a 16 equipos. La Eurocopa se celebraba por primera vez en la cuna del fútbol.
Tras terminar como segunda del Grupo 4 de clasificación, enfrentándose curiosamente a la mayoría de las nuevas selecciones surgidas tras los desmembramientos acaecidos en Europa, accedió a su cuarto Campeonato de Europa, para quedar encuadrada en el Grupo C junto a la selección alemana, ya unificada, la selección checa, nacida tras la división de la antigua Checoslovaquia, y sucesora de dicha selección, y la selección rusa, nacida tras el desmembramiento de la antigua Unión Soviética, siendo la sucesora de esta. Curiosa circunstancia al igual que en la fase de clasificación.
Italia ganó a Rusia en su primer enfrentamiento por 2-1 gracias al doblete de Pierluigi Casiraghi, y perdería frente a República Checa por el mismo resultado (el gol italiano fue obra de Enrico Chiesa), y se jugaría el pase frente a Alemania. Finalmente, el empate a 0 goles eliminaría a Italia y daría el pase a los teutones, que finalmente ganarían su primer gran título como Alemania unificada.

#### Mundial de Francia 1998
Italia, tras necesitar de una eliminatoria de repesca en la fase de clasificación para el Mundial de 1998 de Francia, donde ganó a la selección rusa por un global de 2-1, accedió a la XVI edición del torneo.
Italia se enfrentaría en el Grupo B a la selección chilena, la selección austríaca y a la selección camerunesa.
Un gol de Christian Vieri y otro de Roberto Baggio servirían para sacar un empate a 2 frente a los chilenos, lo que sumado a las victorias por 3-0 frente a Camerún (Luigi Di Biagio, y Vieri por partida doble), y por 2-1 frente a Austria (de nuevo Vieri y R.Baggio), clasificarían para los octavos de final a la escuadra transalpina.
En la eliminatoria directa se enfrentarían a la selección noruega a la que vencerían por 1-0 con un solitario gol de Vieri, que les llevaría a encontrarse con uno de sus viejos rivales, la fuerte selección anfitriona de Francia liderada por Zinedine Zidane y otros grandes futbolistas como Laurent Blanc, Marcel Desailly, Youri Djorkaeff, Didier Deschamps o Patrick Vieira. Se dio como curiosidad, que Francia se clasificaría para disputar esos cuartos de final gracias a un gol de oro anotado por Laurent Blanc. Esta suerte fue estrenada en la pasada Eurocopa de Inglaterra, y la primera vez que se veía en una Copa del Mundo. Sin embargo, duró poco. En el año 2002, la UEFA creó un nuevo sistema: el gol de plata, que fue utilizado hasta la Eurocopa 2004. La idea no terminaba de cuajar, y la FIFA, encargada de regular las leyes de fútbol, decidió abolir en 2004 el uso de los goles de oro y de plata en toda competición futbolística, regresando a la prórroga de dos tiempos extras completos de 15 minutos, ya que estimulaba mucho al juego defensivo, puesto que muchos países preferían mantenerse con vida durante todo el partido a arriesgarse a recibir un gol y perderlo de forma instantánea.
Francia pasaría a las semifinales tras el empate a cero, (y acabaría conquistando su primer Mundial hasta la fecha gracias a una sobresaliente actuación de Zidane frente a la Brasil de Ronaldo, Rivaldo, Bebeto y Roberto Carlos) y vencer a los italianos desde el punto de penalti. Italia finalizaría como quinta clasificada del Mundial de Francia.

#### Eurocopa de Bélgica y Países Bajos de 2000
La nueva edición de la Eurocopa del año 2000 sería celebrada por primera vez en dos países, siendo ambos los organizadores y anfitriones del torneo. El honor recaería en Bélgica y en los Países Bajos. Sería uno de los peores momentos de la historia italiana, tras perder en la prórroga y con un gol de oro un partido que tenía ganado en el minuto 94, a escasos segundo de finalizar el encuentro.
Tras lograr la clasificación para la Euro al finalizar primera del Grupo 1, quedó seleccionada en el Grupo B. En su primer partido vencería por 1-2 a la selección turca gracias a los goles de Antonio Conte y Filippo Inzaghi. Una nueva victoria por 2-0 con goles de Francesco Totti y Stefano Fiore ante la selección belga, uno de los países anfitriones, y otra más por 2-1 frente a la selección sueca con Luigi Di Biagio y Alessandro Del Piero «Pinturicchio», como goleadores, clasificarían brillantemente a los italianos para los cuartos de final.
En ellos Francesco Totti y Filippo Inzaghi anotarían para vencer a la selección rumana por 2-0. Un torneo impecable hasta el momento que se torcería en los momentos finales.
En semifinales le disputaría el puesto en la final al otro de los anfitriones, la selección neerlandesa. Un empate a cero en los 120 minutos decidiría el finalista desde el punto de penalti. Merced a tres fallos de los «Tulipanes», Italia accedería, por fin después de 32 años, a su segunda final europea.
No sería fácil, ya que en ella esperaban los vigentes campeones mundiales. Francia tenía la oportunidad de conquistar (como finalmente sucedería) el doblete de selecciones.
Italia se adelantaría en el marcador en el minuto 55 con un tanto de Marco Delvecchio que sería capaz de defender hasta casi el pitido final. Fue entonces, cuando en el minuto 94, cuando los «Tifosi» italianos ya cantaban el alirón, le llegaría un balón a Sylvain Wiltord que empataría en partido y lo mandaría a la prórroga. En ella, y con los italianos aún desconcertados por el empate, David Trezeguet anotaba en el minuto 103 el definitivo gol de oro que daba a «los galos» su segunda Eurocopa y el doblete de selecciones. Se coronaba así como la mejor selección de la fecha.
Esa sería la segunda y última vez que se decidiese un título de selecciones con la normativa del gol de oro, que pocos años después desaparecería.
Los italianos lamentaban la ocasión perdida, pero el destino les daría oportunidad de vengar la derrota, y precisamente frente a los franceses.

#### Mundial de Japón y Corea del Sur 2002
La Copa Mundial de 2002 de Corea del Sur y Japón fue, al igual que su predecesora Eurocopa, el primero organizado en la historia por dos países, además de ser el primero en realizarse fuera de Europa y América y el primero en realizarse en Asia.
También se dio la circunstancia de que Francia, defensora del título, firmaría la peor actuación de una vigente campeona tras quedar eliminada en la primera fase, y sin anotar ningún gol.
El nuevo escenario depararía un favoritismo arbitral con el país anfitrión propio de décadas pasadas y que ya se consideraba desaparecido. Corea del Sur se vio favorecida por "errores" arbitrales, en especial contra Portugal y en las eliminatorias directas frente a Italia y España, que terminarían por posicionar al equipo anfitrión en el cuarto lugar del Campeonato.
La squadra azzurra sufrió la anulación de 5 goles legítimos (2 ante Croacia, 2 ante México y 1 ante Corea del Sur, este último era gol de oro) lo cual influyó en su temprana eliminación en octavos de final, generando gran polémica y una dura crítica de la prensa italiana.
Italia quedó en la fase de grupos ubicada en el Grupo G con México, Ecuador y Croacia.
Tras una victoria por 2-0 frente a los ecuatorianos, con un doblete de Christian Vieri, posteriormente llegarían los partidos polémicos.
En el partido ante Croacia los italianos anotaron 3 tantos, pero el árbitro inglés Graham Poll extrañamente solo dio validez al anotado por Vieri en el minuto 55 de partido, anulando una anotación a Vieri y otra a Inzaghi, por lo que «gli azzurri» perdieron por 1-2.
En el último partido, ante México, donde los italianos se veían necesitados también de un resultado favorable en el otro encuentro del grupo, empataron después de los 90 minutos 1 a 1. Nuevamente Italia sufrió la anulación de 2 tantos legítimos, uno a Inzaghi y otro a Montella, por el árbitro brasileño Carlos Simon, por lo que el gol conseguido por Alessandro Del Piero fue el de la esperanza italiana. La victoria de los ecuatorianos sobre Croacia, finalmente, clasificó a los italianos.
El partido contra los surcoreanos en octavos de final, terminaría por minar la moral italiana. Los mediterráneos se adelantaron en el marcador en el minuto 18 gracias a un gol de Vieri en un partido, a priori, fácil para sus intereses, pero no contaban con el favoritismo histórico ejercido hacia los países anfitriones. Corea recibió el favor de un dudoso penalti que hubiese supuesto el empate de conseguir anotarlo. Posteriormente, a los 12 minutos del primer tiempo de la prórroga, el árbitro expulsó a Francesco Totti por doble tarjeta amarilla, tras una jugada en la cual sufrió un penalti que el juez ecuatoriano Byron Moreno extrañamente consideró como simulación. Más tarde, a los 5 minutos del segundo tiempo de la prórroga, se le anuló un gol de oro a la escuadra italiana al cobrar un fuera de juego inexistente a Damiano Tommasi, sin embargo, el árbitro validó una posterior anotación surcoreana con lo cual los asiáticos ganaron el encuentro por 2-1.
Esos "errores" tuvieron aún más peso en la siguiente eliminatoria de Corea del Sur frente a la selección española, donde los anfitriones recibieron nuevos favores arbitrales durante el partido, esta vez, de manos del colegiado egipcio Gamal Al-Ghandour y de su guardalíneas de Trinidad y Tobago, que anuló extrañamente dos goles legítimos al equipo español y un posible tercero. Años después el árbitro principal del encuentro reconoció los errores cometidos, pero eso no sirvió de nada.
Estos favores arbitrales realizados a Corea del Sur son especialmente llamativos, ya que no es una selección exitosa desde las primeras competiciones del torneo.
El diario deportivo italiano Corriere dello Sport, en su edición en papel del 29 de mayo de 2015, publicó una detallada investigación la cual concluye que Corea del Sur fue beneficiada por los árbitros en sus duelos frente a Italia y España para poder avanzar hasta semifinales del Mundial 2002. Estas denuncias se produjeron en medio de un gigantesco escándalo de corrupción en el que estaban involucrados altos directivos de la FIFA.
Italia se despidió en el 15.º lugar cerrando, con polémica, la hasta la fecha su peor participación en un Mundial de fútbol.

#### Eurocopa de Portugal 2004
Antes de lograr un nuevo éxito mundial, Italia debería sufrir otra dura eliminación en la Eurocopa 2004 de Portugal. Con un panorama mundial dominado en los últimos años más por un fútbol táctico que técnico.
Italia se clasificó para la Eurocopa como primera del Grupo 9. En la Eurocopa misma quedó encuadrada en el Grupo C junto a la selección sueca, la selección danesa y la selección búlgara. Como ya le ocurriese en el Mundial de 1994 de Estados Unidos, se volvió a utilizar polémicos criterios de desempate para determinar a los clasificados finales.
Un empate a cero frente a los daneses, un gol de Antonio Cassano que daba un empate a uno frente a los suecos, y una victoria «in extremis» frente a los búlgaros por 2-1 gracias a los goles de Simone Perrotta y Cassano, que unidos a los resultados del resto de equipos daban un triple empate a 5 puntos en el que Italia se vería desfavorecido por la peor diferencia de goles totales debido al menor número de dianas anotadas a favor. Esta situación fue muy polémica debido al último enfrentamiento entre los equipos nórdicos, que conocedores de dicha posibilidad, sabían que el empate, que al final se produjo, clasificaba a ambas selecciones dejando fuera a Italia. Desde el país transalpino se denunció tal situación, y fue bautizado por la prensa italiana como «El Biscotto».
En cualquier caso, Italia no supo ser superior a sus rivales y cayó eliminada en la primera fase del Campeonato.

#### Mundial de Alemania 2006

Escudo de la selección de Italia entre 2005 y 2006.

La actuación de la selección italiana en la Copa Mundial de Fútbol de 2006, organizada en Alemania, estuvo acompañada por el pesimismo generado por los escándalos del Calciopoli. Estas predicciones negativas finalmente se rebatieron y «la azzurra» consiguió su cuarta Copa Mundial.
En su debut en el Grupo E, Italia venció por 2-0 a la selección ghanesa, con goles de Andrea Pirlo y de Vincenzo Iaquinta. La actuación del equipo fue considerada como la mejor entre todos los partidos iniciales por el presidente de la FIFA, Joseph Blatter.
En el segundo encuentro, empataron 1-1 contra la selección estadounidense gracias a un testarazo de Alberto Gilardino. Después del empate, vinieron las expulsiones de Daniele De Rossi y de los estadounidenses Pablo Mastroeni y Eddie Pope, quienes dejaron a su equipo con nueve hombres durante casi toda la segunda parte. Sin embargo, el marcador se mantuvo igualado, a pesar de algunas decisiones polémicas del colegiado, como la anulación de un gol a Gennaro Gattuso por posición adelantada, y la invalidación del gol de DaMarcus Beasley por fuera de juego de su compañero Brian McBride. Tras el partido, a De Rossi se le sancionó con cuatro partidos por su codazo a Brian McBride, por lo que no regresaría hasta la final.
Finalmente, en el último encuentro de grupo, Italia consiguió una victoria por 2-0 contra República Checa, con goles de Marco Materazzi y Filippo Inzaghi, lo que les dio el acceso a los octavos de final, en los que se enfrentaron a Australia.
Los Socceroos dominaron gran parte del partido (gracias también a la expulsión severa de Marco Materazzi), pero no pudieron anotar un gol gracias a la férrea defensa itálica y a la buena actuación del portero Gianluigi Buffon. Segundos antes de que el partido fuera prorrogado, el árbitro Luis Medina Cantalejo cobró una polémica falta en el área penal de Lucas Neill sobre Fabio Grosso en el minuto 93, lo que provocaría la anotación de Francesco Totti desde los 11 metros y así la victoria italiana. Sin embargo, las imágenes le dan razón al árbitro, Grosso acentúa la caída, pero Neill en deslizamiento golpea el jugador italiano a la pierna, antes con el brazo y después con el cuerpo, haciéndolo tropezar y caer.
En cuartos, Italia venció por 3-0 a Ucrania. Gianluca Zambrotta abrió el marcador a los seis minutos de juego, para que después Luca Toni anotase dos goles en la segunda mitad. A pesar del resultado, Ucrania continuó atacando, pero no fue capaz de marcar, debido a la gran actuación de Gianluigi Buffon ayudado por el travesaño. Incluso, Zambrotta sacó un balón de la línea. Posteriormente, el técnico de «La Azzurra», Marcello Lippi, dedicó el triunfo al exinternacional italiano Gianluca Pessotto, que estaba en el hospital recuperándose de un intento de suicidio.
Italia venció por 2-0 a la selección anfitriona alemana, con dos goles en los dos últimos minutos del tiempo extra. Después de un emocionante partido de ida y vuelta, Grosso convirtió a los ciento diecinueve minutos, y Alessandro Del Piero selló la victoria italiana en la última jugada del partido, tras un contraataque llevado por Fabio Cannavaro, Totti y Gilardino.

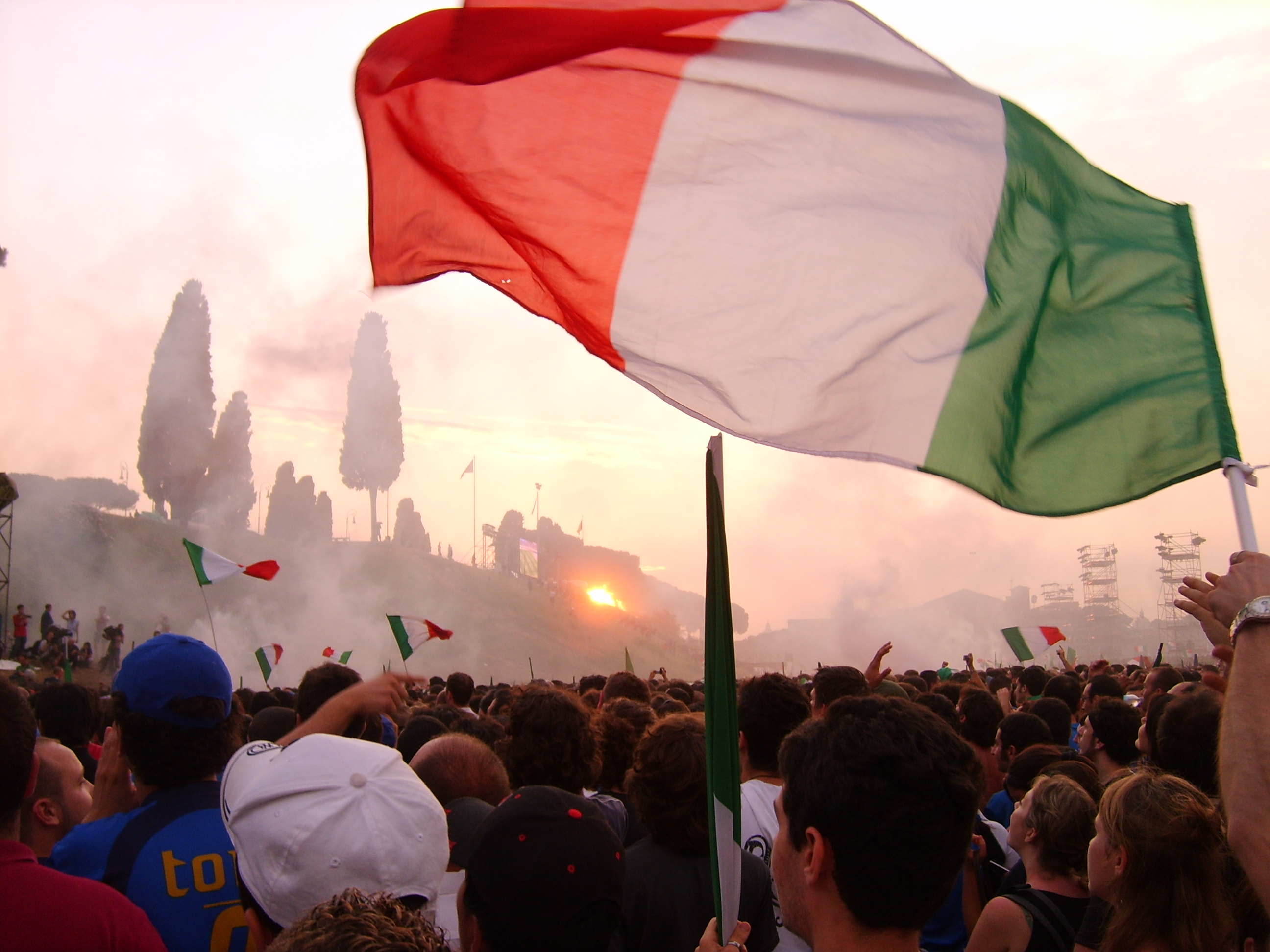
«Tifosi» en el Circo Máximo, después de que el equipo italiano marcara ante Francia en la final de Alemania 2006.

En la final del 9 de julio, los italianos derrotaron a sus viejos enemigos franceses por 5:3 en los penaltis, después de acabar empatados 1-1. Francia se adelantó con un gol de penalti «a lo Panenka» de su capitán Zinedine Zidane a los siete minutos de juego. Doce minutos después, Italia consiguió la igualada con un cabezazo de Materazzi a la salida de un córner servido por Pirlo. Ya en tiempo extra, Zidane fue expulsado tras pegar un cabezazo a Materazzi después de un intercambio verbal; los dos futbolistas fueron multados tiempo después por la FIFA. Finalmente, Italia ganó la tanda de penaltis debido al fallo de David Trezeguet, quien lanzó su disparo al travesaño.
Diez jugadores diferentes marcaron por Italia y cinco marcaron siendo sustitutos, mientras que cuatro de los doce goles italianos fueron hechos por defensores. Siete futbolistas (Gianluigi Buffon, Fabio Cannavaro, Gianluca Zambrotta, Andrea Pirlo, Gennaro Gattuso, Francesco Totti y Luca Toni) fueron seleccionados dentro de los veintitrés jugadores del Equipo de las Estrellas, y Buffon, ganó el Premio Lev Yashin al mejor guardameta del campeonato. Gigi solo recibió dos goles en todo el torneo y mantuvo su portería invicta durante 460 minutos. En honor a la consecución de la cuarta Copa Mundial, a todo el equipo campeón se le condecoró con la Orden al Mérito de la República Italiana con el rango de Oficial.
La final contó con once experimentados, 5 italianos y 6 franceses, es decir, participando por tercera vez consecutiva (1998, 2002 y 2006)

### Primera era oscura (2008-2021)
Tras la victoria en el Mundial FIFA 2006, Italia entraría en un periodo conocido como la "era oscura" donde sería eliminada en primera ronda en dos Mundiales (2010 y 2014) e incluso fallaría en clasificarse a los siguientes dos Mundiales (2018 y 2022). Aunque la era oscura ve un poco de esperanza al salir campeón de la Eurocopa 2020, Italia no logró clasificar al siguiente mundial (2022). La "era oscura" es el periodo en donde Italia estuvo desde 2006 hasta 2021.

#### Eurocopa de Austria y Suiza 2008

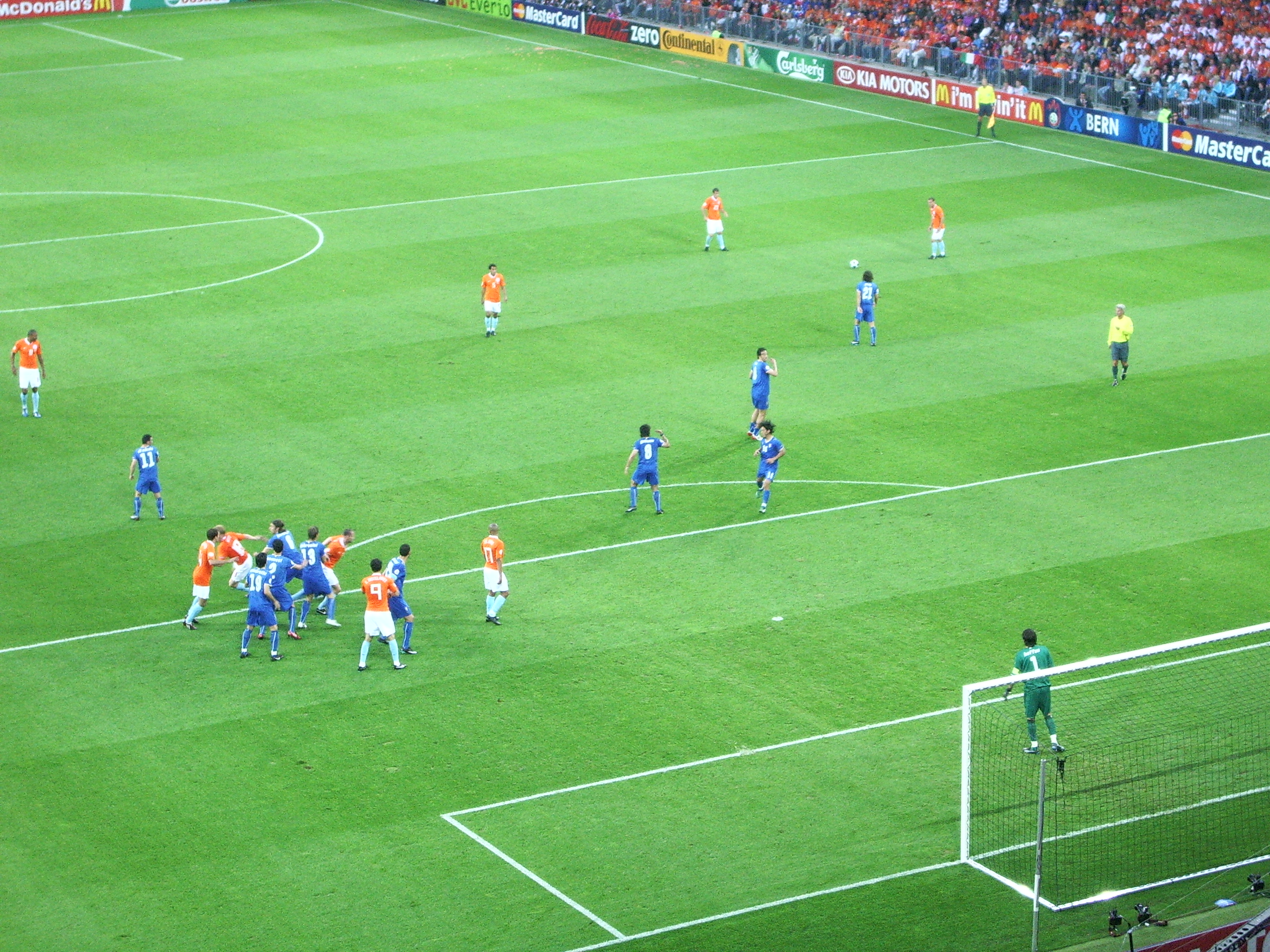
Partido - en la Eurocopa 2008.

Tras la consecución de su cuarto mundial, la selección italiana consiguió la clasificación a su séptima Eurocopa después de quedar como líder del Grupo B de la fase de clasificación con 29 puntos, tras nueve victorias, dos empates y solo una derrota, en su visita a París, donde cayó por 3-1. En el equipo se mantuvieron varios de los jugadores que disputaron el pasado mundial, con algunas caras nuevas, como Giorgio Chiellini, Alessandro Gamberini (que reemplazó al lesionado Fabio Cannavaro), Marco Borriello, Antonio Cassano y Antonio Di Natale. Además, «La Azurra» venía con nuevo técnico, el entrenador Roberto Donadoni, quien reemplazó a Marcello Lippi, que dejó el cargo tras el mundial.
En la Eurocopa 2008 quedaron encuadrados en el Grupo C, el llamado «grupo de la muerte», debido a que en él estaba Francia (vigente subcampeona mundial) y Países Bajos (que en los dos últimos torneos había llegado a semifinales). En su debut cayó por 3-0 contra los neerlandeses, quienes ganaron con goles de Wesley Sneijder, Ruud van Nistelrooy y Giovanni van Bronckhorst. En el segundo encuentro, Italia cosechó un empate a un gol contra la selección rumana. Los goleadores fueron Adrian Mutu para los rumanos y Christian Panucci para los italianos, que tuvieron en su portero a su gran figura. Gianluigi Buffon, salvó la posible eliminación transalpina al detener un penalti a Mutu en los últimos minutos de partido. En el último partido de grupo, Italia necesitaba obligadamente una victoria, que lograría finalmente derrotar por 2-0 a la selección francesa, con goles de Andrea Pirlo y de Daniele De Rossi; además, los franceses hubieron de jugar gran parte del encuentro con un jugador menos debido a la temprana expulsión de Éric Abidal tras cometer falta a Luca Toni, y que se agravó con la lesión de Franck Ribéry. Con esta victoria, Italia sumó cuatro puntos y acabó segunda de grupo, para enfrentarse en cuartos de final a la selección española.
España llegó a los cuartos tras ganar sus tres partidos del Grupo D de manera autoritaria. En el partido, los españoles lograron un mejor nivel de juego que los italianos, pero ni durante los noventa minutos ni en los treinta extra se logró vulnerar la portería de ninguno de los dos equipos, y el acceso a semifinales se definió por la tanda de penaltis. En ella, «La Roja» consiguió el pase a semifinales por 4-2, gracias a la actuación de su portero Iker Casillas que detuvo los tiros de Daniele De Rossi y de Antonio Di Natale.
Tras el torneo, se despidió al técnico Roberto Donadoni y volvería al banquillo Marcello Lippi.

#### Copa Confederaciones de Sudáfrica 2009
Al año siguiente, Italia participó en la Copa FIFA Confederaciones 2009 de Sudáfrica, como vigente campeona de la Copa Mundial de Fútbol. Italia, en su primera participación en la competición, estuvo en el Grupo B, conformado por la selección brasileña, la selección estadounidense y la selección egipcia. Debutaron con una victoria 3-1 contra Estados Unidos, con dos goles de Giuseppe Rossi y uno de Daniele De Rossi. Esta victoria dio buenas vibraciones al equipo, pero en los dos partidos posteriores Italia no consiguió anotar y cosechó dos derrotas que la eliminaron en primera ronda. La primera ante Egipto, por 1-0, con un gol de Mohamed Homos; y la segunda ante Brasil, por 3-0, con dos goles de Luis Fabiano y un autogol de Andrea Dossena.

#### Mundial de Sudáfrica 2010
En el Mundial de 2010 de Sudáfrica, Italia quedó integrada en el Grupo F. A pesar de haberles tocado el considerado grupo más fácil del torneo, los italianos empataron 1-1 contra Paraguay y repitieron idéntico resultado ante Nueva Zelanda, mientras que en el último partido perdió 3-2 frente a Eslovaquia. Los 4 tantos de Daniele De Rossi, Vincenzo Iaquinta, Antonio Di Natale y Fabio Quagliarella fueron insuficientes y quedó eliminada del Mundial como última clasificada del grupo.
Un 26.º puesto final, que certificaba su peor actuación en una Copa Mundial, al que acudía como vigente campeona.

#### Eurocopa de Polonia y Ucrania 2012

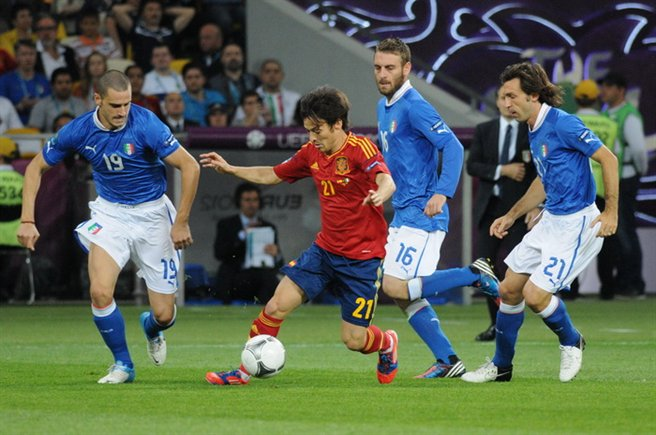
Final de la Eurocopa 2012.

Italia llegó a la Eurocopa 2012 de Polonia y Ucrania dispuesta a demostrar que lo ocurrido en el pasado Mundial fue un tropiezo. Tras quedar segunda del Grupo C por detrás de la selección española, y eliminar a la selección croata y a la selección irlandesa, se enfrentó a la selección inglesa en cuartos de final.
Andrea Pirlo, jugador más destacado de Italia en el campeonato, realizaría un gran partido pese al 0-0 final, y vencería por 4-2 en los penaltis, donde el jugador italiano anotaría con un disparo «a lo Panenka».
En su enfrentamiento frente a Alemania en semifinales, de nuevo Pirlo llevaría la batuta del juego, y dos goles de Mario Balotelli servirían para doblegar por 2-1 a los germanos.
En la final esperaba España, frente a la que empataron a un gol en la fase de grupos gracias a un tanto de Antonio Di Natale. En la final, los españoles no dieron ninguna opción a los italianos, y tomaron las riendas del encuentro.
A los 14 minutos, una internada de Cesc Fàbregas en el área italiana, daría con un centro que remataría de cabeza David Silva para convertir el 1-0.
Antes del descanso, los españoles anotarían el 2-0, que dejaría tocados a los italianos, que en los últimos minutos del encuentro verían como anotaban 2 goles más que situarían el 4-0 definitivo en el marcador. Un severo correctivo que dejaba a Italia como subcampeona europea, y que le permitiría clasificarse para la Copa Confederaciones de 2013 de Brasil, por segunda vez en su historia, al acudir como subcampeona europea. Pese a que ese privilegio debía recaer en la campeona europea, España, esta ya estaba clasificada como vigente campeona mundial, por lo que el honor le fue otorgado a la subcampeona Italia.

#### Copa Confederaciones 2013
Italia participó en el torneo de campeones de cada confederación, la Copa FIFA Confederaciones 2013 celebrada en Brasil donde compartió el grupo A del local Brasil, junto a Japón y México. Comenzó con pie derecho el certamen al derrotar a los aztecas por 2-1. Sufrió más de la cuenta para sacar adelante su segundo cotejo ante Japón al remontar un 0-2 inicial para ganar finalmente 4-3. Perdió ante Brasil 2-4 en el último encuentro aunque se fue con todo en el segundo tiempo para conseguir el empate, tras ir perdiendo 2-3.
Ya en semifinales, los italianos exhibieron toda su cultura táctica, además de intenciones ofensivas interesantes para poner en jaque a España 0-0 t.s. Al final se tuvo que recurrir a la definición por penaltis donde los transalpinos fueron derrotados 7 pen. a 6 después de que Leonardo Bonucci errara el suyo. Fue la tanda de penaltis más abultada en torneos FIFA (Copas Mundiales y Copas Confederaciones reunidas).
En el partido por el tercer lugar, Italia se enfrentó a su similar de Uruguay derrotándola en una nueva definición desde los doce pasos (3 pen. a 2) después de empatar 2-2, prórroga incluida. Gianluigi Buffon ratificó sus pergaminos de destacado portero al detener tres penaltis uruguayos.

#### Mundial de Brasil 2014
El 10 de septiembre de 2013, Italia certificó su clasificación a la Copa Mundial de Fútbol de 2014 en Brasil, después de derrotar a República Checa 2-1 en Turín. En la fase de grupos del Mundial, Italia quedó encuadrada en el temible Grupo D junto con sus pares de Inglaterra, Uruguay y Costa Rica. Era la primera vez en la historia que tres antiguos campeones del mundo compartían un mismo grupo en la primera fase de un Mundial.
El 14 de junio de 2014, Italia consiguió derrotar a Inglaterra por 2-1 (goles de Marchisio y Balotelli) pero cayó frente a Costa Rica, y Uruguay por el mismo marcador de 0-1, siendo eliminada por segunda vez consecutiva en la primera fase del Mundial, pero los medios hablaban de un posible amaño de partido tras la mordida de Suárez al defensor italiano de la Juventus Giorgio Chiellini y varios off sides durante el partido donde jugadores azzurros partían de posición correcta. Como consecuencia de este varapalo, el técnico Cesare Prandelli y el presidente de la Federación Italiana de Fútbol, Giancarlo Abete, presentaron su renuncia. Durante el verano 2014 se barajaron nombres como Roberto Mancini o Massimiliano Allegri para sustituir a Cesare Prandelli, pero finalmente el 14 de agosto de 2014 se anunció la contratación de Antonio Conte como flamante técnico de la Squadra Azzurra.

#### Eurocopa Francia 2016 y ausencia en Rusia 2018

Escudo de la selección de Italia adoptado en 2017 a 2023

La escuadra italiana accedió a dicho evento, donde quedó encuadrada en el grupo E junto a las selecciones de Bélgica, quien fue la cabeza de grupo, además de Suecia e Irlanda.
En su primer partido de fase de grupo se enfrentaría contra Bélgica, derrotándola por 2-0 con goles de Emanuele Giaccherini en el minuto 32 y Graziano Pellè en el 90+1. Su segundo encuentro fue contra Suecia a la cual venció por la mínima 1-0 con gol de Éder en el minuto 89 del encuentro logrando así asegurar la primera posición del grupo y su pase a octavos. En el último juego de la fase de grupos la escuadra azzurra enfrentó con un equipo prácticamente lleno de suplente al equipo de Irlanda cayendo ante estos por la mínima 0-1 sin que esto le afectara el liderato del grupo, el cual antes del inicio de la Eurocopa se catalogaba como el grupo más complicado de todos.
Una vez en octavos tendría que enfrentar a España, la cual había pasado como segunda de su grupo al caer frente a Croacia. Muchos expertos catalogaron este partido como un juego revancha, ya que los italianos había perdido por goleada en la final del torneo anterior, finalmente la escuadra transalpina se impuso por marcador de 2-0 con goles de Giorgio Chiellini en el minuto 33 y Graziano Pellè en el 90+1 para dejar de esta manera eliminada a la actual campeona y así lograr su pase a cuartos de final donde enfrentó a la campeona del mundo Alemania. En un partido catalogado por muchos como una final adelantada, el equipo cayó en la tanda de penales después de empatar 1-1 tras el tiempo reglamentario. La tanda de penales favoreció a los alemanes 6-5 después de que se cobraran 9 lanzamientos por cada equipo. Por lo italianos marcaron Mattia De Sciglio, Matteo Darmian, Andrea Barzagli, Emanuele Giaccherini y Marco Parolo, mientras que fallaban sus tiros Simone Zaza, Graziano Pellè, Matteo Darmian y Leonardo Bonucci quien había anotado por esta misma vía el gol del empate. Así concluyó la actuación de la Selección Italiana de Fútbol en la Eurocopa Francia 2016, dejando una buena imagen.
Días antes de comenzar dicho torneo se conoció que el entrenador Antonio Conte dejaría la selección una vez terminado el torneo para dirigir al Chelsea F.C. y días después de finalizar la competencia se anunció la contratación de Giampiero Ventura para encarar las eliminatorias rumbo al mundial de Rusia 2018, durante las eliminatorias la Azurri fue parte del grupo G en donde se volvería encontrar a la selección de España, juntamente con las selecciones de Israel, Albania, Macedonia y Liechtenstein. En estas eliminatorias logra quedar en el segundo lugar del grupo ya que España (terminó primera) le propina una tremenda derrota 3-0 en la jornada 7, así mismo la escuadra de Macedonia logra sacarle un empate 1-1 en la jornada 9, lo que le otorgó el derecho de disputar un repechaje, su rival en la repesca sería la selección de Suecia. Fueron derrotados en el partido de ida que se jugó en Suecia el cual terminó 1-0 y en el partido de vuelta que se jugó en la ciudad de Milán la selección no logró pasar del empate 0-0 lo que provocó la eliminación de la competición, hecho que no ocurría desde el mundial de Suecia 1958 en donde tampoco se logró clasificar mediante las eliminatorias correspondientes.
Debido a la eliminación varias de sus figuras estarían retirándose de la selección nacional entre ellas Gianluigi Buffon, Andrea Barzagli, Daniele De Rossi, Claudio Marchisio, entre otros y sin contar a su DT Giampiero Ventura que confesó en la rueda de prensa postpartido que se despidió de sus jugadores y del cuerpo técnico en los camerinos del estadio Giuseppe Meazza.

### Renovación y nuevo título continental (2018-2022)
Tras el fracaso mundial, el 14 de mayo de 2018 se confirmó a Roberto Mancini como nuevo seleccionador de Italia. Sin embargo, en sus primeros 7 partidos de manera oficial y inoficial, contaba con menos del 50 % de rendimiento, tras una fallida clasificación en la Liga de Naciones de la UEFA 2018-19, donde sólo pudo ganarle a Polonia por 1-0. Tras esto, Mancini prescindió de los jugadores Alessio Romagnoli, Giacomo Bonaventura, Manuel Lazzari, Mattia Caldara y Simone Zaza. Posteriormente, en la fase de clasificación para la Eurocopa 2020, Italia ganó los 10 partidos de 10 jugados, clasificando en 1.º lugar al torneo continental.

#### Eurocopa 2020: Campeones de Europa después de 53 años

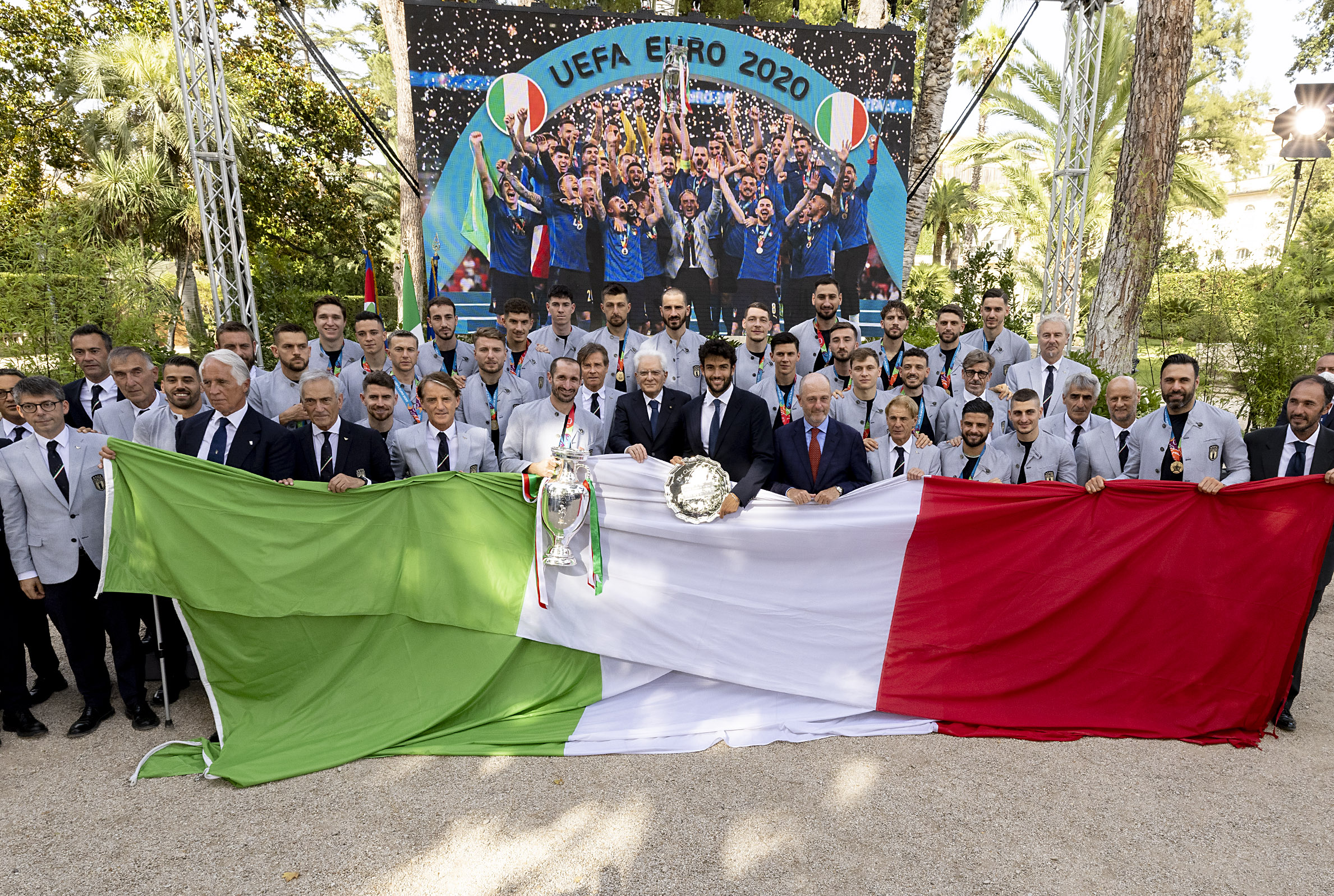
El equipo ganador de la Eurocopa 2020 recibido por el presidente de la República Italiana Sergio Mattarella.

En dicho torneo, Italia fue ubicada en el grupo A junto a Gales, Suiza y Turquía. Italia logró pasar como primera de grupo ganando todos sus partidos, 2 por goleada (3-0 ante Suiza y Turquía) y 1 por 1-0 ante Gales. En octavos de final, se enfrentaron a Austria, donde tras 90 minutos sin goles, lograron vencer por 2-1 en el tiempo extra con goles de Federico Chiesa y Matteo Pessina. En cuartos, se enfrentaron al equipo con mejor rendimiento en la copa y número uno del ranking FIFA, Bélgica. En el encuentro, Italia logró vencer con goles de Nicolò Barella y Lorenzo Insigne, y los belgas descontaron con gol de Romelu Lukaku.
En semifinales, Italia se enfrentó a su "bestia negra", España, rival el cual fue vencedor en las ediciones de 2008 (cuartos de final) y 2012 (en la final por 4-0), en la semifinal de la Copa FIFA Confederaciones 2013 mediante la tanda de penales (7-6) y en las eliminatorias para el Mundial de Rusia 2018 (ida 1-1) y (vuelta 3-0), mientras que Italia había logrado vencerles en la Eurocopa 2016. Pese a aquello, Italia en el partido se adelantó con gol de Chiesa en el minuto 60, sin embargo, Álvaro Morata empató en el minuto 80 y el marcador se mantuvo hasta la prórroga y posterior tanda de penales. En la definición a penales, el portero italiano Gianluigi Donnarumma se convirtió en figura al atajarle el tiro penal decisivo a Morata, clasificando a Italia a una final de una Eurocopa tras 9 años, enfrentando a Inglaterra en dicha instancia.
En la final Inglaterra jugó de local en el estadio de Wembley, y además comenzó ganando a los 2 minutos con gol de Luke Shaw, sin embargo, en el segundo tiempo Leonardo Bonucci empató para Italia en el minuto 67'. Se llegó a una nueva prórroga, pero no se movió el marcador, llevando la final a una nueva tanda de penales. En la tanda de penales, Andrea Belotti falló su penal a manos del arquero inglés Jordan Pickford, pero Donnarumma lograría atajar los penales de Jadon Sancho y Bukayo Saka, ganando así la tanda de penales y el torneo, hecho que Italia no lograba desde 1968.

#### Liga de Naciones de la UEFA 2020-21
Tras haber quedado primera de su grupo con 12 puntos superando a los Países Bajos en la Liga de Naciones de la UEFA 2020-21, «La Squadra Azzurra» disputó el Final Four de la competición, en semifinales se enfrentó nuevamente a España, en donde fueron derrotados por 2-1, los goles españoles fueron de Ferran Torres y el descuento fue hecho por Lorenzo Pellegrini, con esta derrota Italia finalizó su racha invicta iniciada el 10 de octubre de 2018.
En el partido por el tercer puesto se enfrentó a su similar de Bélgica, en donde Italia logró vencer por 2-1 con goles de Nicolò Barella y Domenico Berardi, y los diablos rojos descontaron con gol de Charles de Ketelaere, obteniendo así el tercer lugar de la competición.

### Actualidad

#### Nueva ausencia en Catar 2022 y derrota en la Finalíssima 2022
La escuadra italiana accedió a las clasificatorias a Catar 2022 donde quedó encuadrada en el grupo C junto a las selecciones de Suiza, quien fue la cabeza de grupo, además de Irlanda del Norte, Bulgaria y Lituania. El 15 de noviembre de 2021 y justo en la última fecha de fase grupal de las Eliminatorias empataron sin goles ante la selección de Irlanda del Norte yendo nuevamente a repechaje ante la selección de Macedonia del Norte donde disputó el 24 de marzo de 2022, un partido que se mantuvo en la igualdad a cero hasta el minuto 92' cuando Aleksandar Trajkovski marcó agónicamente el único gol del partido para los macedonios, donde sorprendentemente Italia quedó fuera del mundial de Catar 2022 por segunda vez consecutiva.
El 1 de junio de 2022 tuvo la posibilidad de ser coronada como la campeona intercontinental, disputando la final en el mítico estadio de Wembley frente a la campeona de América, la selección argentina comandada por Lionel Messi. Cayó por 0-3 con goles de Lautaro Martínez, Ángel Di María y Paulo Dybala, quedando como subcampeón de la denominada Finalíssima en la despedida de uno de sus máximos símbolos, Giorgio Chiellini.

#### Liga de Naciones de la UEFA 2022-23
Tras haber quedado primera de su grupo con 11 puntos superando a Hungría en la Liga de Naciones de la UEFA 2022-23, Italia disputó la Fase final de la competición, al igual que en la edición anterior se enfrentó en semifinales a su similar de España, perdiendo por 2-1, mismo resultado que en la edición anterior, el gol italiano fue anotado por Ciro Immobile desde el punto penal.
En el partido por el tercer puesto se enfrentó ante los Países Bajos, imponiéndose por 3-2, los goles fueron de Federico Dimarco, Davide Frattesi y Federico Chiesa, obteniendo nuevamente el tercer lugar.

#### Eurocopa 2024
En la clasificación rumbo a la Eurocopa 2024, Italia quedó segunda de su grupo con 14 puntos, superando a Ucrania por diferencia de gol, entre los resultados obtuvo 2 derrotas ante Inglaterra, pero también obtuvieron un triunfo ante Macedonia del Norte, quien previamente los había eliminado en los playoffs rumbo al mundial del 2022.
En el torneo continental, Italia fue emparejada en el grupo B junto con Albania, España y Croacia, considerado como el grupo de la muerte del torneo, en su primer partido ante Albania, logró una victoria por 2-1, pese a ir perdiendo por la mínima a los 23 segundos de juego, en su segundo partido ante España, perdió por la mínima por un autogol de Riccardo Calafiori, en su último partido ante Croacia, lograron un agónico empate de 1-1 gracias a un contraataque que terminó en gol de Mattia Zacagni, logrando el segundo puesto de su grupo con 4 puntos.
En octavos de final se enfrentaron a Suiza, perdiendo por 2-0 con goles de Remo Freuler y Ruben Vargas, fallando en defender su título obtenido en 2021.

## Últimos partidos y próximos encuentros
Actualizado al último partido jugado el 6 de junio de 2025
| Fecha      | Ciudad        | Local    | Resultado | Visitante | Competición                     |
| ---------- | ------------- | -------- | --------- | --------- | ------------------------------- |
| 20-06-2024 | Gelsenkirchen | España   | 1:0 (0:0) | Italia    | Eurocopa 2024                   |
| 24-06-2024 | Leipzig       | Croacia  | 1:1 (0:0) | Italia    | Eurocopa 2024                   |
| 29-06-2024 | Berlín        | Italia   | 0:2 (0:2) | Suiza     | Eurocopa 2024                   |
| 06-09-2024 | París         | Francia  | 1:3 (1:1) | Italia    | Liga de Naciones UEFA 24/25     |
| 09-09-2024 | Budapest      | Israel   | 1:2 (0:1) | Italia    | Liga de Naciones UEFA 24/25     |
| 10-10-2024 | Roma          | Italia   | 2:2 (2:1) | Bélgica   | Liga de Naciones UEFA 24/25     |
| 14-10-2024 | Udine         | Italia   | 4:1 (1:0) | Israel    | Liga de Naciones UEFA 24/25     |
| 14-11-2024 | Bruselas      | Bélgica  | 0:1 (0:1) | Italia    | Liga de Naciones UEFA 24/25     |
| 17-11-2024 | Milán         | Italia   | 1:3 (1:2) | Francia   | Liga de Naciones UEFA 24/25     |
| 20-03-2025 | Milán         | Italia   | 1:2 (1:0) | Alemania  | Liga de Naciones UEFA 24/25     |
| 23-03-2025 | Dortmund      | Alemania | 3:3 (3:0) | Italia    | Liga de Naciones UEFA 24/25     |
| 06-06-2025 | Oslo          | Noruega  | 3:0 (3:0) | Italia    | Clasificación Copa Mundial 2026 |
| 09-06-2025 | Reggio Emilia | Italia   | 2:0 (2:0) | Moldavia  | Clasificación Copa Mundial 2026 |
| 05-09-2025 | TBD           | Italia   | -:-       | Estonia   | Clasificación Copa Mundial 2026 |
| 08-09-2025 | Debrecen      | Israel   | -:-       | Italia    | Clasificación Copa Mundial 2026 |
| 11-10-2025 | Tallin        | Estonia  | -:-       | Italia    | Clasificación Copa Mundial 2026 |
| 14-10-2025 | TBD           | Italia   | -:-       | Israel    | Clasificación Copa Mundial 2026 |
| 13-11-2025 | Chisináu      | Moldavia | -:-       | Italia    | Clasificación Copa Mundial 2026 |
| 16-11-2025 | TBD           | Italia   | -:-       | Noruega   | Clasificación Copa Mundial 2026 |

## Uniforme y escudo

Escudo de armas del antiguo Reino de Italia, primer escudo de la selección, que sería sustituido desde 1947 por el tradicional «scudetto».

En sus inicios, el escudo de armas del Reino de Italia era el símbolo identificativo de la selección (durante el Fascismo, fueran añadidas las fasces en el costado derecho del escudo), y no sería hasta 1947, tras la instauración de la República Italiana cuando sería sustituido por el tradicional «scudetto» con los colores de la bandera. Desde entonces, salvo alguna modificación acorde a los títulos conseguidos, y la modernización y estilización propias de épocas venideras, se ha mantenido como insignia de la escuadra transalpina. El «scudetto» es también el escudo utilizado por la Federación Italiana de Fútbol, que tomaría presencia en la camiseta de la selección mediante la incorporación de sus iniciales F.I.G.C. (it. Federazione Italiana Giuoco Calcio).
Por aquellos años, la escuadra italiana vestía un uniforme completamente blanco, un color muy típico de la época y de muchos otros equipos, al ser lo más económico y fácil de confeccionar, debido a la escasez de color, de difícil y costosa obtención. Además se decantaron por ese color en honor del equipo más fuerte en aquel entonces de Italia, el Pro Vercelli aunque se especula con que la verdadera razón del color blanco fue que al no decantarse aún por ningún color, decidieron vestir así. Con ella solamente jugaría 3 partidos. Pronto cambiaría su color en la camiseta por un azul celeste, que se oscurecería coincidiendo con la celebración del segundo Mundial de fútbol celebrado en 1934 en Italia.
Este uniforme clásico de la selección italiana, que ya no abandonaría hasta la actualidad, consta de camiseta azul y pantalones blancos. Para el segundo uniforme se produce una alternancia en los colores de camiseta y pantalón. El color de la camiseta azul es la que le da a la selección su apodo de (it.) «La Squadra Azzurra». La elección del color azul proviene del estandarte de la familia real de los Saboya, reyes de Italia desde la unificación del país.
Desde el año 2008, hasta el 2010, en el uniforme de Italia, por su condición de campeón del mundo, portaba el "escudo del campeón mundial" otorgado por la FIFA. Actualmente, la marca deportiva Puma se encarga de fabricar los uniformes de la selección italiana.
Después de la Copa Mundial de Fútbol de 2022, en Catar, Puma dejará de vestir a la selección italiana, ya que al partir del 2023, la marca alemana, Adidas, vestirá a la selección.
| Primera equipación | (Ver evolución) | Equipación actual |

## Rivalidades
Desde su creación en 1910, la selección italiana de fútbol ha mantenido una rivalidad deportiva con distintas selecciones nacionales marcadas por sus enfrentamientos a lo largo de la historia. Viejas rivalidades extintas con las escuadras de Checoslovaquia y Hungría hasta las más recientes con las cercanas Alemania y Francia, con un carácter más deportivo, a las naciones sudamericanas de Brasil y Argentina, con un carácter más pasional, Italia compite por ser uno de los combinados con mayores éxitos deportivos.
Especial mención merece que en los últimos años se ha ido forjando de nuevo una vieja rivalidad que empezó con un carácter más político que deportivo, y que con el paso de los años se fue apagando, pero que los desenlaces deportivos han devuelto a la luz. Sus partidos frente a España, con la que empezó a rivalizar en los años 30, surgiría de nuevo a partir de los años 90.

## Jugadores
Algunos de los más destacados futbolistas de la historia, como Luigi Riva, Paolo Rossi, Roberto Baggio, Paolo Maldini, Alessandro Nesta, Fabio Cannavaro, Andrea Pirlo, Alessandro Del Piero, Francesco Totti o Gianluigi Buffon ayudaron a ir forjando una exitosa historia en la que han levantado la Copa Mundial en hasta cuatro ocasiones.
Entre ellos destacan además Eraldo Monzeglio, Giovanni Ferrari, Giuseppe Meazza, Guido Masetti y el seleccionador Vittorio Pozzo al haberse proclamado bicampeones mundiales al conquistar las ediciones de Italia 1934 y de Francia 1938.

### Última convocatoria
Los siguientes futbolistas fueron convocados en marzo de 2025 para disputar los cuartos de final de la Liga de Naciones de la UEFA 2024-25.
| N.º | Nombre                | Posición      | Edad    | PJ | Goles | Club                      |
| --- | --------------------- | ------------- | ------- | -- | ----- | ------------------------- |
| 1   | Gianluigi Donnarumma  | Portero       | 26 años | 72 | 0     | Paris Saint-Germain F. C. |
| 12  | Alex Meret            | Portero       | 28 años | 3  | 0     | S. S. C. Napoli           |
| 13  | Guglielmo Vicario     | Portero       | 28 años | 4  | 0     | Tottenham Hotspur F. C.   |
| 2   | Raoul Bellanova       | Defensa       | 25 años | 5  | 0     | Atalanta B. C.            |
| 3   | Pietro Comuzzo        | Defensa       | 20 años | 0  | 0     | A. C. F. Fiorentina       |
| 4   | Alessandro Buongiorno | Defensa       | 26 años | 10 | 0     | S. S. C. Napoli           |
| 5   | Federico Gatti        | Defensa       | 27 años | 6  | 0     | Juventus F. C.            |
| 15  | Matteo Ruggeri        | Defensa       | 23 años | 0  | 0     | Atalanta B. C.            |
| 19  | Destiny Udogie        | Defensa       | 22 años | 11 | 0     | Tottenham Hotspur F. C.   |
| 21  | Alessandro Bastoni    | Defensa       | 26 años | 35 | 2     | Inter de Milán            |
| 22  | Giovanni Di Lorenzo   | Defensa       | 31 años | 46 | 5     | S. S. C. Napoli           |
| 6   | Samuele Ricci         | Mediocampista | 23 años | 8  | 0     | Torino F. C.              |
| 8   | Sandro Tonali         | Mediocampista | 25 años | 23 | 2     | Newcastle United F. C.    |
| 14  | Nicolò Rovella        | Mediocampista | 23 años | 3  | 0     | S. S. Lazio               |
| 16  | Davide Frattesi       | Mediocampista | 25 años | 27 | 8     | Inter de Milán            |
| 18  | Nicolò Barella        | Mediocampista | 28 años | 61 | 10    | Inter de Milán            |
| 23  | Cesare Casadei        | Mediocampista | 22 años | 0  | 0     | Torino F. C.              |
| 7   | Matteo Politano       | Delantero     | 31 años | 14 | 3     | S. S. C. Napoli           |
| 9   | Moise Kean            | Delantero     | 25 años | 21 | 7     | A. C. F. Fiorentina       |
| 10  | Giacomo Raspadori     | Delantero     | 25 años | 38 | 8     | S. S. C. Napoli           |
| 11  | Daniel Maldini        | Delantero     | 23 años | 4  | 0     | Atalanta B. C.            |
| 17  | Lorenzo Lucca         | Delantero     | 24 años | 3  | 0     | Udinese Calcio            |
| 20  | Mattia Zaccagni       | Delantero     | 30 años | 10 | 1     | S. S. Lazio               |

### Estadísticas individuales

#### Más presencias

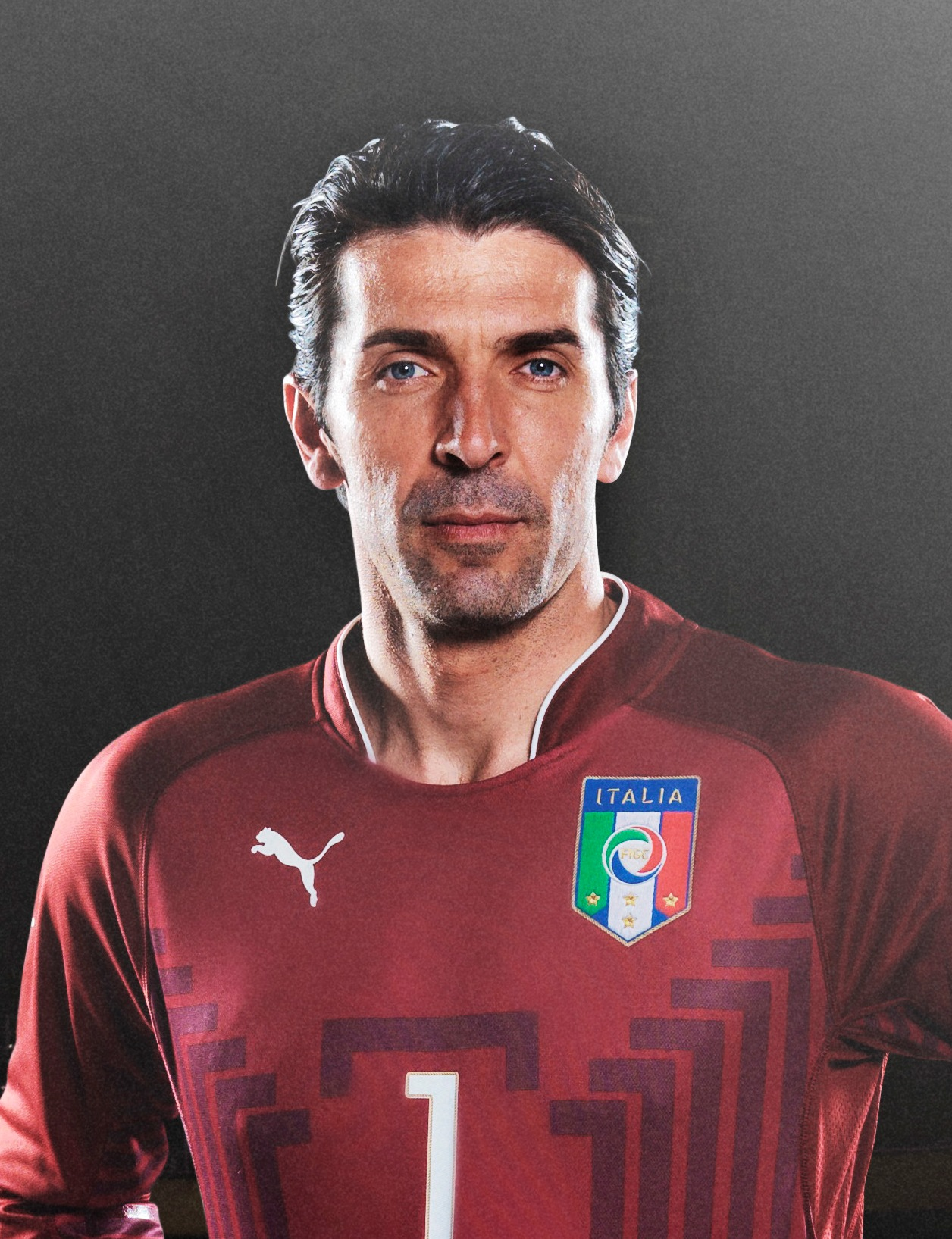
Gianluigi Buffon es el jugador con más presencias de Italia con 176 partidos.

Al 23 de marzo de 2025, los jugadores con más encuentros por Italia son:
| Pos. | Jugador            | Partidos | Gol | Periodo   |
| ---- | ------------------ | -------- | --- | --------- |
| 1    | Gianluigi Buffon   | 176      | 0   | 1997-2018 |
| 2    | Fabio Cannavaro    | 136      | 2   | 1997-2010 |
| 3    | Paolo Maldini      | 126      | 7   | 1988-2002 |
| 4    | Leonardo Bonucci   | 121      | 8   | 2010-2023 |
| 5    | Giorgio Chiellini  | 117      | 21  | 2007-2022 |
| 6    | Daniele De Rossi   | 117      | 8   | 2004-2017 |
| 7    | Andrea Pirlo       | 116      | 13  | 2002-2015 |
| 8    | Dino Zoff          | 112      | 0   | 1968-1983 |
| 9    | Gianluca Zambrotta | 98       | 2   | 1999-2010 |
| 10   | Giacinto Facchetti | 94       | 3   | 1963-1977 |

Jugadores en negrita todavía están activos con la selección nacional.

#### Máximos goleadores

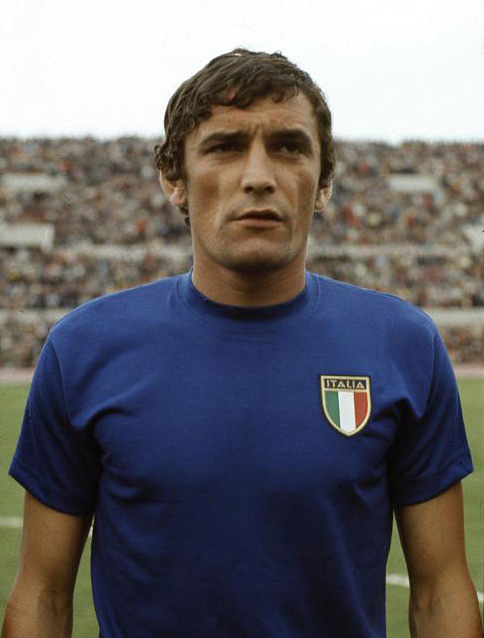
Gigi Riva es el máximo goleador de la historia de Italia con 35 goles.

Al 23 de marzo de 2025, los jugadores con más goles por Italia son:
| Pos. | Jugador              | Goles | Partidos | Promedio | Periodo   |
| ---- | -------------------- | ----- | -------- | -------- | --------- |
| 1    | Gigi Riva            | 35    | 42       | 0.83     | 1965-1974 |
| 2    | Giuseppe Meazza      | 33    | 53       | 0.62     | 1930-1939 |
| 3    | Silvio Piola         | 30    | 34       | 0.88     | 1935-1952 |
| 4    | Roberto Baggio       | 27    | 56       | 0.48     | 1988-2004 |
| 4    | Alessandro Del Piero | 27    | 91       | 0.3      | 1995-2008 |
| 6    | Adolfo Baloncieri    | 25    | 47       | 0.53     | 1920-1930 |
| 6    | Filippo Inzaghi      | 25    | 57       | 0.44     | 1997-2007 |
| 6    | Alessandro Altobelli | 25    | 61       | 0.41     | 1980-1988 |
| 9    | Christian Vieri      | 23    | 49       | 0.47     | 1997-2005 |
| 9    | Francesco Graziani   | 23    | 64       | 0.36     | 1975-1983 |

Jugadores en negrita todavía están activos con la selección nacional.

## Seleccionadores
A lo largo de la historia, la selección italiana ha sido dirigida por 48 seleccionadores distintos. Desde la fundación del equipo nacional en 1910, entrenado por Umberto Meazza en el amistoso frente a la selección francesa hasta el ex seleccionador Cesare Prandelli han pasado algunos de los mejores entrenadores y exfutbolistas mundiales.
Personajes de gran reconocimiento como Vittorio Pozzo, Silvio Piola, Angelo Schiavio, Giovanni Ferrari, Enzo Bearzot, Arrigo Sacchi, Cesare Maldini, Dino Zoff o Marcello Lippi junto con los ya citados Umberto Meazza y Cesare Prandelli han contribuido al crecimiento y a los éxitos del combinado nacional en fútbol, hasta situarlo como la sexta mejor selección en la actualidad. Vencedora de cuatro Mundiales, una medalla de oro Olímpica y dos Eurocopas, encuadran a Italia dentro del top-10 mundial de selecciones mundiales en cuanto a logros deportivos.
El seleccionador que más veces ha dirigido a la selección italiana es Enzo Bearzot con 104 partidos.
- 1910-1924 Umberto Meazza
- 1924-1949 Vittorio Pozzo
- 1949-1950 Ferruccio Novo
- 1952–1953 Giuseppe Meazza
- 1953-1954 Lajos Czeizler
- 1958-1962 Giovanni Ferrari
- 1962- 1966 Edmondo Fabbri
- 1966-1974 Ferruccio Valcareggi
- 1975-1986 Enzo Bearzot
- 1986-1991 Azeglio Vicini
- 1991-1996 Arrigo Sacchi
- 1996-1998 Cesare Maldini
- 1998-2000 Dino Zoff
- 2000-2004 Giovanni Trapattoni
- 2004-2006 Marcello Lippi
- 2006-2008 Roberto Donadoni
- 2008-2010 Marcello Lippi
- 2010-2014 Cesare Prandelli
- 2014-2016 Antonio Conte
- 2016-2017 Gian Piero Ventura
- 2018-2023 Roberto Mancini
- 2023-2025 Luciano Spalletti
- 2025-act. Gennaro Gattuso

## Estadísticas

### Copa Mundial de Fútbol
| Edición      | Resultado        | Posición        | PJ              | PG              | PE              | PP              | GF              | GC              | Dif.            | Pts.            | Rend.           | Goleador                   |
| ------------ | ---------------- | --------------- | --------------- | --------------- | --------------- | --------------- | --------------- | --------------- | --------------- | --------------- | --------------- | -------------------------- |
| 1930         | No participó     | No participó    | No participó    | No participó    | No participó    | No participó    | No participó    | No participó    | No participó    | No participó    | No participó    | No participó               |
| 1934         | Campeón          | 1.ª             | 5               | 4               | 1               | 0               | 12              | 3               | +9              | 9               | 90%             | Angelo Schiavio:4          |
| 1938         | Campeón          | 1.ª             | 4               | 4               | 0               | 0               | 11              | 5               | +6              | 8               | 100%            | Silvio Piola: 5            |
| 1950         | Fase de grupos   | 7.ª             | 2               | 1               | 0               | 1               | 4               | 3               | +1              | 2               | 50%             | Carapellese, Muccinelli: 2 |
| 1954         | Fase de grupos   | 10.ª            | 3               | 1               | 0               | 2               | 6               | 7               | -1              | 2               | 33,33%          | 6 jugadores: 1             |
| 1958         | No se clasificó  | No se clasificó | No se clasificó | No se clasificó | No se clasificó | No se clasificó | No se clasificó | No se clasificó | No se clasificó | No se clasificó | No se clasificó | No se clasificó            |
| 1962         | Fase de grupos   | 9.ª             | 3               | 1               | 1               | 1               | 3               | 2               | +1              | 3               | 50%             | Giacomo Bulgarelli: 2      |
| 1966         | Fase de grupos   | 9.ª             | 3               | 1               | 0               | 2               | 2               | 2               | 0               | 2               | 33,33%          | Mazzola, Barison: 1        |
| 1970         | Subcampeón       | 2.ª             | 6               | 3               | 2               | 1               | 10              | 8               | +2              | 8               | 66,66%          | Luigi Riva: 3              |
| 1974         | Fase de grupos   | 10.ª            | 3               | 1               | 1               | 1               | 5               | 4               | +1              | 3               | 50%             | 4 jugadores: 1             |
| 1978         | Cuarto puesto    | 4.ª             | 7               | 4               | 1               | 2               | 9               | 6               | 3               | 9               | 64,28%          | Paolo Rossi: 3             |
| 1982         | Campeón          | 1.ª             | 7               | 4               | 3               | 0               | 12              | 6               | 6               | 11              | 78,57%          | Paolo Rossi: 6             |
| 1986         | Octavos de final | 12.ª            | 4               | 1               | 2               | 1               | 5               | 6               | -1              | 4               | 50%             | Alessandro Altobelli: 4    |
| 1990         | Tercer puesto    | 3.ª             | 7               | 6               | 1               | 0               | 10              | 2               | 8               | 13              | 92,85%          | Salvatore Schillaci: 6     |
| 1994         | Subcampeón       | 2.ª             | 7               | 4               | 2               | 1               | 8               | 5               | 3               | 14              | 66,66%          | Roberto Baggio: 5          |
| 1998         | Cuartos de final | 5.ª             | 5               | 3               | 2               | 0               | 8               | 3               | 5               | 11              | 73,33%          | Christian Vieri: 5         |
| 2002         | Octavos de final | 15.ª            | 4               | 1               | 1               | 2               | 5               | 5               | 0               | 4               | 33,33%          | Christian Vieri: 4         |
| 2006         | Campeón          | 1.ª             | 7               | 5               | 2               | 0               | 12              | 2               | 10              | 17              | 80,95%          | Materazzi, Toni: 2         |
| 2010         | Fase de grupos   | 26.ª            | 3               | 0               | 2               | 1               | 4               | 5               | -1              | 2               | 22,22%          | 4 jugadores: 1             |
| 2014         | Fase de grupos   | 22.ª            | 3               | 1               | 0               | 2               | 2               | 3               | -1              | 3               | 33,33%          | Balotelli, Marchisio: 1    |
| 2018         | No se clasificó  | No se clasificó | No se clasificó | No se clasificó | No se clasificó | No se clasificó | No se clasificó | No se clasificó | No se clasificó | No se clasificó | No se clasificó | No se clasificó            |
| 2022         | No se clasificó  | No se clasificó | No se clasificó | No se clasificó | No se clasificó | No se clasificó | No se clasificó | No se clasificó | No se clasificó | No se clasificó | No se clasificó | No se clasificó            |
| 2026         | Por disputarse   | Por disputarse  | Por disputarse  | Por disputarse  | Por disputarse  | Por disputarse  | Por disputarse  | Por disputarse  | Por disputarse  | Por disputarse  | Por disputarse  | Por disputarse             |
| 2030         | Por disputarse   | Por disputarse  | Por disputarse  | Por disputarse  | Por disputarse  | Por disputarse  | Por disputarse  | Por disputarse  | Por disputarse  | Por disputarse  | Por disputarse  | Por disputarse             |
| 2034         | Por disputarse   | Por disputarse  | Por disputarse  | Por disputarse  | Por disputarse  | Por disputarse  | Por disputarse  | Por disputarse  | Por disputarse  | Por disputarse  | Por disputarse  | Por disputarse             |
| Total global | 18/22            | 4.ª             | 83              | 45              | 21              | 17              | 128             | 77              | 51              | 125             | -               | Baggio, Rossi y Vieri: 9   |

### Eurocopa
| Edición | Resultado        | Posición        | PJ              | PG              | PE              | PP              | GF              | GC              | Dif.            | Pts.            | Rend.           | Goleador                   |
| ------- | ---------------- | --------------- | --------------- | --------------- | --------------- | --------------- | --------------- | --------------- | --------------- | --------------- | --------------- | -------------------------- |
| 1960    | No participó     | No participó    | No participó    | No participó    | No participó    | No participó    | No participó    | No participó    | No participó    | No participó    | No participó    | No participó               |
| 1964    | No se clasificó  | No se clasificó | No se clasificó | No se clasificó | No se clasificó | No se clasificó | No se clasificó | No se clasificó | No se clasificó | No se clasificó | No se clasificó | No se clasificó            |
| 1968    | Campeón          | 1.ª             | 3               | 1               | 2               | 0               | 3               | 1               | 2               | 4               | 66,66%          | Domenghini, Prati: 2       |
| 1972    | No se clasificó  | No se clasificó | No se clasificó | No se clasificó | No se clasificó | No se clasificó | No se clasificó | No se clasificó | No se clasificó | No se clasificó | No se clasificó | No se clasificó            |
| 1976    | No se clasificó  | No se clasificó | No se clasificó | No se clasificó | No se clasificó | No se clasificó | No se clasificó | No se clasificó | No se clasificó | No se clasificó | No se clasificó | No se clasificó            |
| 1980    | Cuarto puesto    | 4.ª             | 4               | 1               | 3               | 0               | 2               | 1               | 1               | 5               | 62,5%           | Graziani, Tardelli: 1      |
| 1984    | No se clasificó  | No se clasificó | No se clasificó | No se clasificó | No se clasificó | No se clasificó | No se clasificó | No se clasificó | No se clasificó | No se clasificó | No se clasificó | No se clasificó            |
| 1988    | Semifinal        | 4.ª             | 4               | 2               | 1               | 1               | 4               | 3               | 1               | 5               | 62,5%           | 4 jugadores: 1             |
| 1992    | No se clasificó  | No se clasificó | No se clasificó | No se clasificó | No se clasificó | No se clasificó | No se clasificó | No se clasificó | No se clasificó | No se clasificó | No se clasificó | No se clasificó            |
| 1996    | Fase de grupos   | 9.ª             | 3               | 1               | 1               | 1               | 3               | 3               | 0               | 4               | 44,44%          | Pierluigi Casiraghi: 2     |
| 2000    | Subcampeón       | 2.ª             | 6               | 4               | 1               | 1               | 9               | 3               | 6               | 13              | 72,22%          | Inzaghi, Totti: 2          |
| 2004    | Fase de grupos   | 9.ª             | 3               | 1               | 2               | 0               | 3               | 2               | 1               | 5               | 55,55%          | Antonio Cassano: 2         |
| 2008    | Cuartos de final | 8.ª             | 4               | 1               | 2               | 1               | 3               | 4               | -1              | 5               | 41,66%          | De Rossi, Panucci, Pirlo:1 |
| 2012    | Subcampeón       | 2.ª             | 6               | 2               | 3               | 1               | 6               | 7               | -1              | 9               | 50%             | Mario Balotelli: 3         |
| 2016    | Cuartos de final | 5.ª             | 5               | 3               | 1               | 1               | 6               | 2               | 4               | 10              | 66,66%          | Graziano Pellé: 2          |
| 2020    | Campeón          | 1.ª             | 7               | 5               | 2               | 0               | 13              | 4               | 9               | 17              | 80,95%          | 5 jugadores: 2             |
| 2024    | Octavos de final | 14.ª            | 4               | 1               | 1               | 2               | 3               | 5               | –2              | 4               | 33.33%          | 3 jugadores: 1             |
| 2028    | Por disputarse   | Por disputarse  | Por disputarse  | Por disputarse  | Por disputarse  | Por disputarse  | Por disputarse  | Por disputarse  | Por disputarse  | Por disputarse  | Por disputarse  | Por disputarse             |
| 2032    | Clasificado      | Clasificado     | Clasificado     | Clasificado     | Clasificado     | Clasificado     | Clasificado     | Clasificado     | Clasificado     | Clasificado     | Clasificado     | Clasificado                |
| Total   | 11/17            | 3.ª             | 49              | 22              | 19              | 8               | 55              | 36              | +19             | 85              | 59%             | Mario Balotelli: 3         |

### Copa FIFA Confederaciones
| Edición      | Resultado       | Posición        | PJ              | PG              | PE              | PP              | GF              | GC              | Dif.            | Pts.            | Rend.           | Goleador                          |
| ------------ | --------------- | --------------- | --------------- | --------------- | --------------- | --------------- | --------------- | --------------- | --------------- | --------------- | --------------- | --------------------------------- |
| 1992         | No se clasificó | No se clasificó | No se clasificó | No se clasificó | No se clasificó | No se clasificó | No se clasificó | No se clasificó | No se clasificó | No se clasificó | No se clasificó | No se clasificó                   |
| 1995         | No se clasificó | No se clasificó | No se clasificó | No se clasificó | No se clasificó | No se clasificó | No se clasificó | No se clasificó | No se clasificó | No se clasificó | No se clasificó | No se clasificó                   |
| 1997         | No se clasificó | No se clasificó | No se clasificó | No se clasificó | No se clasificó | No se clasificó | No se clasificó | No se clasificó | No se clasificó | No se clasificó | No se clasificó | No se clasificó                   |
| 1999         | No se clasificó | No se clasificó | No se clasificó | No se clasificó | No se clasificó | No se clasificó | No se clasificó | No se clasificó | No se clasificó | No se clasificó | No se clasificó | No se clasificó                   |
| 2001         | No se clasificó | No se clasificó | No se clasificó | No se clasificó | No se clasificó | No se clasificó | No se clasificó | No se clasificó | No se clasificó | No se clasificó | No se clasificó | No se clasificó                   |
| 2003         | No se clasificó | No se clasificó | No se clasificó | No se clasificó | No se clasificó | No se clasificó | No se clasificó | No se clasificó | No se clasificó | No se clasificó | No se clasificó | No se clasificó                   |
| 2005         | No se clasificó | No se clasificó | No se clasificó | No se clasificó | No se clasificó | No se clasificó | No se clasificó | No se clasificó | No se clasificó | No se clasificó | No se clasificó | No se clasificó                   |
| 2009         | Fase de grupos  | 5.ª             | 3               | 1               | 0               | 2               | 3               | 5               | -2              | 3               | 33,33%          | Giuseppe Rossi: 2                 |
| 2013         | Tercer puesto   | 3.ª             | 5               | 2               | 2               | 1               | 10              | 10              | 0               | 8               | 53,33%          | Mario Balotelli: 2                |
| 2017         | No se clasificó | No se clasificó | No se clasificó | No se clasificó | No se clasificó | No se clasificó | No se clasificó | No se clasificó | No se clasificó | No se clasificó | No se clasificó | No se clasificó                   |
| Total global | 2/10            | 13.ª            | 8               | 3               | 2               | 3               | 13              | 15              | -2              | 11              | 45,83%          | Balotelli, De Rossi y G. Rossi: 2 |

### Fútbol en los Juegos Olímpicos
| Edición                                                                              | Resultado                     | Posición                      | PJ                            | PG                            | PE                            | PP                            | GF                            | GC                            | Dif.                          | Pts.                          | Rend.                         | Goleador                      |
| ------------------------------------------------------------------------------------ | ----------------------------- | ----------------------------- | ----------------------------- | ----------------------------- | ----------------------------- | ----------------------------- | ----------------------------- | ----------------------------- | ----------------------------- | ----------------------------- | ----------------------------- | ----------------------------- |
| 1908                                                                                 | No existía la selección       | No existía la selección       | No existía la selección       | No existía la selección       | No existía la selección       | No existía la selección       | No existía la selección       | No existía la selección       | No existía la selección       | No existía la selección       | No existía la selección       | No existía la selección       |
| 1912                                                                                 | Fase de grupos                | 10.ª                          | 1                             | 0                             | 0                             | 1                             | 2                             | 3                             | -1                            | 0                             | 0%                            | Bontadini y Sardi: 1          |
| 1920                                                                                 | Cuartos de final              | 5.ª                           | 4                             | 2                             | 0                             | 2                             | 5                             | 7                             | -2                            | 4                             | 50%                           | Guglielmo Brezzi: 2           |
| 1924                                                                                 | Cuartos de final              | 5.ª                           | 3                             | 2                             | 0                             | 1                             | 4                             | 2                             | 2                             | 4                             | 66,66%                        | Giuseppe Della Valle: 2       |
| 1928                                                                                 | Tercer lugar                  | 3.ª                           | 5                             | 3                             | 1                             | 1                             | 25                            | 11                            | 14                            | 7                             | 70%                           | Adolfo Baloncieri: 6          |
| 1932                                                                                 | No hubo competición de fútbol | No hubo competición de fútbol | No hubo competición de fútbol | No hubo competición de fútbol | No hubo competición de fútbol | No hubo competición de fútbol | No hubo competición de fútbol | No hubo competición de fútbol | No hubo competición de fútbol | No hubo competición de fútbol | No hubo competición de fútbol | No hubo competición de fútbol |
| 1936                                                                                 | Campeón                       | 1.ª                           | 4                             | 4                             | 0                             | 0                             | 13                            | 2                             | 11                            | 8                             | 100%                          | Annibale Frossi: 7            |
| 1948                                                                                 | Cuartos de final              | 5.ª                           | 2                             | 1                             | 0                             | 1                             | 12                            | 5                             | 7                             | 2                             | 50%                           | Francesco Pernigo: 5          |
| Los Juegos Olímpicos de 1948 fueron los últimos disputados por selecciones absolutas |                               |                               |                               |                               |                               |                               |                               |                               |                               |                               |                               |                               |
| Total                                                                                | 6/7                           | -                             | 19                            | 12                            | 1                             | 6                             | 61                            | 30                            | 31                            | 25                            | 65,78%                        | Adolfo Baloncieri: 8          |

### Copa de Campeones Conmebol-UEFA
| Edición      | Resultado       | Posición        | PJ              | PG              | PE              | PP              | GF              | GC              | Dif.            | Pts.            | Rend.           | Goleador        |
| ------------ | --------------- | --------------- | --------------- | --------------- | --------------- | --------------- | --------------- | --------------- | --------------- | --------------- | --------------- | --------------- |
| 1985         | No se clasificó | No se clasificó | No se clasificó | No se clasificó | No se clasificó | No se clasificó | No se clasificó | No se clasificó | No se clasificó | No se clasificó | No se clasificó | No se clasificó |
| 1993         | No se clasificó | No se clasificó | No se clasificó | No se clasificó | No se clasificó | No se clasificó | No se clasificó | No se clasificó | No se clasificó | No se clasificó | No se clasificó | No se clasificó |
| 2022         | Subcampeón      | 2.ª             | 1               | 0               | 0               | 1               | 0               | 3               | -3              | 0               | 0%              | -               |
| Total global | 1/3             | 4.ª             | 1               | 0               | 0               | 1               | 0               | 3               | -3              | 0               | 0%              | -               |

### Finales disputadas
La presente lista incluye solo partidos finales jugados por torneos mundiales, intercontinentales, y continentales oficiales a nivel de Selecciones absolutas.
| Año  | Torneo           | Resultado                                    |
| ---- | ---------------- | -------------------------------------------- |
| 1934 | Mundial          | Italia 2-1 Checoslovaquia                    |
| 1936 | Juegos Olímpicos | Italia 2-1 Austria                           |
| 1938 | Mundial          | Italia 4-2 Hungría                           |
| 1968 | Eurocopa         | Italia 1-1 Yugoslavia; Italia 2-0 Yugoslavia |
| 1970 | Mundial          | Brasil 4-1 Italia                            |
| 1982 | Mundial          | Italia 3-1 Alemania Federal                  |
| 1994 | Mundial          | Brasil 0 (3)-0 (2) Italia                    |
| 2000 | Eurocopa         | Francia 2-1 Italia                           |
| 2006 | Mundial          | Italia 1 (5)-Francia 1 (3)                   |
| 2012 | Eurocopa         | España 4-0 Italia                            |
| 2021 | Eurocopa         | Italia 1 (3)-1 (2) Inglaterra                |
| 2022 | Finalissima      | Italia 0-3 Argentina                         |

- Italia jugó 12 finales: ganó 7 y perdió 5: (7-5)

## Clasificación FIFA
| Año                    | Enero                  | Febrero                | Marzo                  | Abril                  | Mayo                   | Junio                  | Julio                  | Agosto         | Septiembre    | Octubre        | Noviembre      | Diciembre      |
| ---------------------- | ---------------------- | ---------------------- | ---------------------- | ---------------------- | ---------------------- | ---------------------- | ---------------------- | -------------- | ------------- | -------------- | -------------- | -------------- |
| 1993                   | Sin clasificación FIFA | Sin clasificación FIFA | Sin clasificación FIFA | Sin clasificación FIFA | Sin clasificación FIFA | Sin clasificación FIFA | Sin clasificación FIFA | 2.º (56)       | 2.º (57)      | 3.º (58)       | 1.º (59)       | 2.º (59)       |
| 1994                   | --                     | 7.º (56)               | 11.º (53)              | 13.º (51)              | 16.º (49)              | 4.º (56)               | 2.º (62)               | --             | 2.º (62)      | 2.º (62)       | 3.º (61)       | 4.º (61)       |
| 1995                   | --                     | 3.º (61)               | --                     | 2.º (62)               | 2.º (62)               | 2.º (61)               | 6.º (56)               | 6.º (58)       | 2.º (62)      | 6.º (57)       | 4.º (60)       | 3.º (61)       |
| 1996                   | 3.º (60)               | 2.º (61)               | --                     | 4.º (59)               | 7.º (56)               | --                     | 5.º (59)               | 5.º (59)       | 6.º (58)      | 5.º (61)       | 9.º (58)       | 10.º (58)      |
| 1997                   | --                     | 10.º (57)              | --                     | 7.º (60)               | 6.º (61)               | 9.º (59)               | 9.º (59)               | 8.º (59)       | 12.º (58)     | 16.º (57)      | 10.º (59)      | 9.º (59)       |
| 1998                   | --                     | 14.º (58)              | 13.º (58)              | 16.º (57)              | 14.º (56)              | --                     | 8.º (64)               | 8.º (64)       | 7.º (64)      | 6.º (65)       | 8.º (64)       | 7.º (63)       |
| 1999                   | 4.º (745)              | 4.º (742)              | 4.º (737)              | 4.º (743)              | 4.º (740)              | 4.º (750)              | 4.º (726)              | 4.º (720)      | 8.º (714)     | 10.º (709)     | 12.º (697)     | 14.º (685)     |
| 2000                   | 14.º (685)             | 14.º (682)             | 14.º (681)             | 14.º (672)             | 14.º (668)             | 14.º (660)             | 6.º (732)              | 6.º (729)      | 6.º (725)     | 6.º (740)      | 5.º (746)      | 4.º (742)      |
| 2001                   | 5.º (742)              | 4.º (740)              | 5.º (735)              | 4.º (750)              | 4.º (748)              | 4.º (747)              | 4.º (735)              | 4.º (733)      | 4.º (737)     | 4.º (739)      | 6.º (735)      | 6.º (734)      |
| 2002                   | 6.º (734)              | 6.º (731)              | 4.º (738)              | 6.º (722)              | 6.º (717)              | --                     | 10.º (720)             | 9.º (714)      | 10.º (717)    | 11.º (713)     | 11.º (710)     | 13.º (705)     |
| 2003                   | 13.º (705)             | 13.º (702)             | 13.º (699)             | 14.º (702)             | 12.º (709)             | 11.º (711)             | 14.º (708)             | 11.º (721)     | 12.º (726)    | 8.º (742)      | 11.º (733)     | 10.º (734)     |
| 2004                   | 10.º (733)             | 10.º (731)             | 11.º (726)             | 11.º (722)             | 11.º (717)             | 10.º (723)             | 9.º (729)              | 9.º (728)      | 9.º (722)     | 8.º (735)      | 10.º (736)     | 10.º (738)     |
| 2005                   | 10.º (738)             | 10.º (738)             | 10.º (736)             | 10.º (735)             | 10.º (734)             | 11.º (725)             | 14.º (713)             | 13.º (711)     | 13.º (725)    | 12.º (736)     | 12.º (741)     | 12.º (741)     |
| 2006                   | 12.º (741)             | 12.º (738)             | 12.º (738)             | 14.º (731)             | 13.º (728)             | --                     | 2.º (1550)             | 2.º (1550)     | 5.º (1474)    | 2.º (1540)     | 2.º (1560)     | 2.º (1560)     |
| 2007                   | 2.º (1560)             | 1.º (1562)             | 2.º (1592)             | 1.º (1604)             | 1.º (1606)             | 1.º (1653)             | 3.º (1368)             | 3.º (1430)     | 1.º (1488)    | 3.º (1387)     | 3.º (1498)     | 3.º (1498)     |
| 2008                   | 3.º (1498)             | 3.º (1484)             | 3.º (1505)             | 3.º (1391)             | 3.º (1396)             | 3.º (1424)             | 2.º (1404)             | 3.º (1320)     | 2.º (1339)    | 2.º (1365)     | 3.º (1356)     | 4.º (1326)     |
| 2009                   | 4.º (1326)             | 4.º (1318)             | 4.º (1284)             | 5.º (1271)             | 5.º (1271)             | 4.º (1292)             | 4.º (1229)             | 5.º (1181)     | 4.º (1186)    | 4.º (1215)     | 4.º (1215)     | 4.º (1209)     |
| 2010                   | 4.º (1209)             | 4.º (1226)             | 5.º (1183)             | 5.º (1184)             | 5.º (1184)             | --                     | 11.º (982)             | 11.º (982)     | 13.º (965)    | 16.º (901)     | 14.º (995)     | 14.º (965)     |
| 2011                   | 14.º (965)             | 13.º (965)             | 11.º (957)             | 9.º (1019)             | 9.º (1019)             | 6.º (1059)             | 8.º (1059)             | 7.º (1110)     | 6.º (1142)    | 6.º (1135)     | 9.º (1082)     | 9.º (1082)     |
| 2012                   | 9.º (1082)             | 8.º (1115)             | 9.º (1062)             | 12.º (1041)            | 12.º (1041)            | 12.º (977)             | 6.º (1192)             | 6.º (1192)     | 6.º (1174)    | 8.º (1106)     | 5.º (1169)     | 4.º (1165)     |
| 2013                   | 4.º (1165)             | 5.º (1157)             | 5.º (1173)             | 8.º (1117)             | 8.º (1117)             | 8.º (1097)             | 6.º (1142)             | 6.º (1142)     | 4.º (1199)    | 8.º (1136)     | 7.º (1120)     | 7.º (1120)     |
| 2014                   | 7.º (1120)             | 8.º (1135)             | 8.º (1112)             | 9.º (1115)             | 9.º (1115)             | 9.º (1104)             | 14.º (1056)            | 14.º (1069)    | 13.º (1068)   | 11.º (1064)    | 11.º (1103)    | 11.º (1103)    |
| 2015                   | 11.º (1103)            | 12.º (1112)            | 10.º (1146)            | 13.º (1085)            | 13.º (1085)            | 13.º (1101)            | 17.º (1001)            | 16.º (1001)    | 16.º (1012)   | 17.º (962)     | 13.º (1040)    | 15.º (991)     |
| 2016                   | 15.º (991)             | 15.º (991)             | 14.º (999)             | 15.º (959)             | 15.º (959)             | 12.º (982)             | 10.º (1155)            | 10.º (1155)    | 13.º (1124)   | 13.º (1082)    | 16.º (1083)    | 16.º (1083)    |
| 2017                   | 16.º (1083)            | 15.º (1087)            | 15.º (1095)            | 12.º (1165)            | 12.º (1165)            | 12.º (1193)            | 12.º (1059)            | 12.º (1059)    | 17.º (1035)   | 15.º (1066)    | 14.º (1052)    | 14.º (1052)    |
| 2018                   | 14.º (1052)            | 14.º (1052)            | 14.º (1062)            | 20.º (947)             | 20.º (947)             | 19.º (951)             | --                     | 21.º (1532)    | 20.º (1526)   | 19.º (1533)    | 18.º (1539)    | 18.º (1539)    |
| 2019                   | 18.º (1539)            | 18.º (1539)            | 18.º (1539)            | 17.º (1550)            | 17.º (1550)            | 14.º (1569)            | 16.º (1569)            | --             | 15.º (1583)   | 15.º (1593)    | 13.º (1607)    | 13.º (1607)    |
| 2020                   | --                     | 13.º (1607)            | --                     | 13.º (1607)            | --                     | 13.º (1607)            | 13.º (1607)            | --             | 12.º (1612)   | 12.º (1612)    | 10.º (1625)    | 10.º (1625)    |
| 2021                   | --                     | 10.º (1625)            | --                     | 7.º (1642.06)          | 7.º (1642.06)          | --                     | --                     | 5.º (1744.67)  | 5.º (1735.73) | 4.° (1750.52)  | 6.º. (1740.77) | 6.º. (1740.77) |
| 2022                   | --                     | 6.º. (1740.77)         | 6.º. (1723.31)         | --                     | --                     | 7.º. (1713.86)         | --                     | 7.º. (1713.86) | --            | 6.º. (1726.14) | --             | 8.º. (1723.56) |
| 2023                   | --                     | --                     | --                     | 8.º. (1713.66)         |                        |                        |                        |                |               |                |                |                |
| Posición promedio: 9.ª |                        |                        |                        |                        |                        |                        |                        |                |               |                |                |                |

Fuente: Ficha de Italia en FIFA Archivado el 21 de abril de 2015 en Wayback Machine. y Estadísticas FIFA Archivado el 8 de junio de 2012 en Wayback Machine.
Colores:
Dorado = 1.º puesto;
Plateado = 2.º puesto;
Bronce = 3.º puesto;
Azul = Top 10;
Rosado = Peor posición.

## Categorías inferiores
Las categorías inferiores de la selección de fútbol de Italia, son el conjunto de selecciones de la Federación Italiana de Fútbol integradas en su conjunto por jugadores de entre 16 a 23 años, que representan a Italia en los diferentes torneos internacionales agrupados en diferentes categorías de edad y que constituyen los escalafones previos a la selección absoluta.
Las diferentes categorías se establecen por el año de nacimiento de los jugadores y normalmente incluyen a futbolistas nacidos en dos años consecutivos. Tradicionalmente, la denominación de la selección se refiere a la edad máxima de los jugadores, habiendo así competiciones oficiales desde los sub-15 hasta los sub-23.
Cabe destacar también a la extinta Selección de fútbol amateur de Italia, un combinado de carácter no profesional que fue la encargada de defender a Italia en los Juegos Olímpicos en el período comprendido entre la edición de los JJ. OO. de 1948 de Helsinki, y los JJ. OO. de 1988 de Seúl en el intento del COI por establecer una igualdad entre todos los equipos, que se vio continuada en la edición siguiente de los JJ. OO. de 1992 en Barcelona, donde desde entonces los encargados de representar a su país serían los futbolistas de la categoría inferior sub-23. Era también la encargada de defender a Italia en otros torneos de menor categoría como la Copa de la UEFA Amateur, actual Copa de las Regiones de la UEFA, o los Juegos Mediterráneos.

### Selección sub-23
La selección sub-23 es, desde los Juegos Olímpicos de Barcelona 1992, la encargada de defender a Italia en la competición de fútbol. Los jugadores participantes en los mismos deben tener menos de 23 años de edad a excepción de tres por escuadra que pueden ser mayores.
El torneo olímpico es considerado así como una Copa Mundial sub-23. En este certamen Italia ha conseguido una medalla en cinco participaciones: la de bronce en su cuarta participación en los Juegos Olímpicos de Atenas 2004.

## Otras modalidades
La selección italiana de fútbol cuenta además de las categorías inferiores con otras modalidades como son el fútbol femenino, el fútbol playa, o el fútbol sala.
La sección femenina es la más longeva de las tres, cuando nace a finales de los años 60. La de fútbol sala, existente desde los años 80, concretamente desde 1984, es una de las mejores selecciones mundiales, y la de fútbol playa, la más actual de ellas, fue creada en los primeros años del 2000.

### Selección femenina de fútbol de Italia

Fútbol femenino

La categoría femenina nace a finales de los años 60, y disputa su primer partido frente a la selección checoslovaca ante la que salió vencedora por 2:1 el 23 de febrero de 1968. El fútbol femenino no estuvo reconocido por la FIFA ni por la FIGC Femenino, que no se crearía hasta el 11 de marzo del mismo año. y desde entonces logra unos discretos resultados debido a caos reinante en el fútbol femenino hasta la década de los años 80, en que la FIFA pasase a controlarlo.
Debido a su pronto nacimiento con respecto a otras Federaciones, logra grandes éxitos, sin que ellos estuviesen reconocidos por la FIFA. Desde entonces, su mayor logro hasta la actualidad con dos subcampeonatos de Europa en la Eurocopa en 1993 y 1997, en las que fue derrotada por la selección noruega y la selección alemana, dos de las mejores selecciones femeninas existentes, tras perder por un gol a 0 y 2 a 0 respectivamente. El conjunto más laureado de la competición es la selección alemana, una de las más potentes del panorama femenino.
En la Copa Mundial Femenina de Fútbol su mejor actuación data de la edición de 1991 de China, donde alcanzó los cuartos de final del torneo.
La disciplina es Olímpica desde los Juegos de Atlanta 1996, en donde Italia nunca ha conseguido clasificarse para el certamen.
Está considerada como una de las mejores escuadras femeninas de fútbol, aun sin haber conquistado un gran logro FIFA o UEFA.

### Selección de fútbol sala de Italia

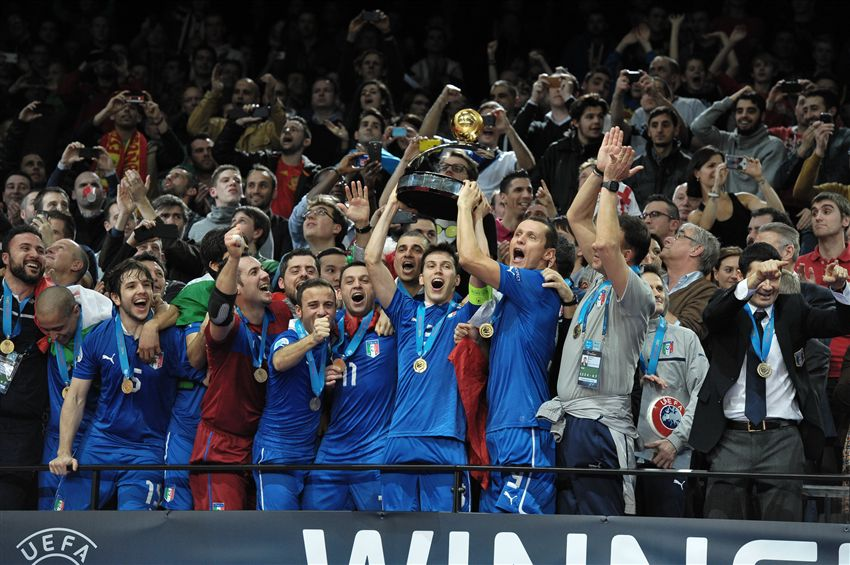
Fútbol sala

La selección de fútbol sala italiana es considerada una de las más fuertes del panorama europeo, pese a levantar una gran polémica por la manera de lograr tal reconocimiento.
El combinado surge a mediados de los años 80, cuando juega su primer partido contra la selección neerlandesa a la que vence por 4-0. Pese al prometedor comienzo, no consigue estar a la altura de las grandes selecciones, por lo que con la entrada del nuevo milenio nacionaliza a numerosos jugadores brasileños, que debido al extenso número de ellos que pueblan el país carioca, deciden defender la camiseta italiana. Así, debido a estas nacionalizaciones, Italia mejora notablemente su juego, y se encumbra entre las mejores selecciones de la modalidad, ocupando la 3.ª posición por detrás de España y Brasil, grandes dominadoras mundiales.
Posee un título de la Eurocopa, logrado en celebrado en 2003 en Italia. Otros logros importantes son el subcampeonato en el Campeonato Mundial de fútbol sala de 2004 disputado en Taiwán, el tercer puesto en la edición de 2008 en Brasil y un meritorio segundo puesto en la Eurocopa de 2007 de Portugal.

### Selección de fútbol playa de Italia

Fútbol playa

La modalidad de fútbol playa de Italia nace oficialmente en el año 2004 y está controlada por la Lega Nazionale Dilettanti, órgano del fútbol amateur perteneciente a la Federazione Italiana Giuoco Calcio. Los seleccionados para representar a la selección son elegidos según sus méritos en la citada Lega Nazionale Dilettanti, que regula la Liga italiana de fútbol playa.
El combinado logró ser subcampeón del Mundo en la Copa Mundial de 2008 perdiendo la final frente a la intratable Brasil. También alcanzó el tercer lugar en la Copa Mundial de 1996.
Su máximo logró en su corta edad es una Euroliga en el año 2005 tras vencer en la final a Portugal. Destacan también dos subcampeonatos (en los años 1998 y 2010) y tres terceros puestos (en 2001, 2009 y 2012) en la misma competición europea de la Euroliga.

## Palmarés

### Títulos
El palmarés de la Selección de Italia es uno de los mayores a nivel mundial. Con la cantidad de siete trofeos, es la segunda selección europea con más títulos oficiales absolutos, detrás de Alemania, quien posee ocho. Teniendo en su haber cuatro Copas Mundiales, una medalla de oro olímpica absoluta y dos Eurocopas.
En cuanto a la Copa Mundial de la FIFA, la Selección Italiana es junto con Selección Alemana, la segunda más exitosa con cuatro conquistas, además comparte el récord con la selección brasileña de haber logrado un bicampeonato en los años 1934 y 1938. También se consagró campeona del mundo en España 1982 y en Alemania 2006.
Obtuvo por primera vez la medalla de oro olímpica en los Juegos Olímpicos de Berlín 1936. Inclusive también consiguieron una medalla de bronce, en los Juegos Olímpicos de Ámsterdam 1928.
A nivel europeo, ha ganado el Campeonato Europeo de Naciones, llamada oficialmente «Eurocopa» en dos ocasiones, en 1968 y la edición 2020 contra la selección de Inglaterra en la tanda de penales. Mientras que también ha obtenido dos subcampeonatos en las ediciones de 2000 y 2012.
| Competición                     | Campeón                     | Subcampeón      |
| ------------------------------- | --------------------------- | --------------- |
| Copa Mundial de Fútbol          | 4 (1934, 1938, 1982 y 2006) | 2 (1970 y 1994) |
| Eurocopa                        | 2 (1968 y 2020)             | 2 (2000 y 2012) |
| Torneo Olímpico de Fútbol       | 1 (1936)                    | -               |
| Copa de Campeones Conmebol-UEFA | -                           | 1 (2022)        |
| Total                           | 7                           | 5               |

### Títulos de torneos regionales
| Competición                          | Campeón               | Subcampeón  |
| ------------------------------------ | --------------------- | ----------- |
| Copa Internacional de Europa Central | 2 (1927-30 y 1933-35) | 1 (1931-32) |
| Total                                | 2                     | 1           |

### Premios y distinciones
| Distinción                             | Año  |
| -------------------------------------- | ---- |
| Premio Laureus al mejor equipo del año | 2007 |
| Premio Laureus al mejor equipo del año | 2022 |

## Selecciones de base

### Palmarés completo

#### Selección amateur o B
- Copa Mediterránea (2): 1949 y 1953.[n 14]

#### Selección olímpica
- Juegos Olímpicos:[n 15]
  -  Bronce (1): 2004.

#### Selección sub-21
- Eurocopa Sub-21:[124][n 16]
  -  Oro (5): 1992, 1994, 1996, 2000 y 2004.
  -  Plata (2): 1986 y 2013

#### Selección sub-20
- Copa Mundial de Fútbol Sub-20:
  -  Plata (2): 2023
  -  Bronce (3): 2017
- Juegos Mediterráneos:
  -  Oro (4): 1959, 1963, 1967 y 1997.[125]
  -  Plata (4): 2001, 2009, 2018 y 2022.

#### Selección sub-19
- Campeonato de Europa Sub-19 de la UEFA:[n 17]
  -  Oro (4): 1958, 1966, 2003 y 2023.[126][127]
  -  Plata (6): 1959, 1986, 1995, 1999, 2008 y 2016.

#### Selección sub-17
- Campeonato de Europa Sub-17 de la UEFA:[n 18]
  -  Oro (2): 1982 y 1987.[128]
  -  Plata (3): 1986, 1993 y 1998.

### Títulos amistosos juveniles
- Torneo Esperanzas de Toulon: 2008
- Torneo 4 Naciones Sub 20: 2002, 2003, 2006
- Torneio da Madeira Sub-20: 1998, 2001[129]
- Copa del Atlántico: 1966
- Torneo 4 Naciones Sub 18: 1984, 1986, 1989, 1991, 1992[130]
- Torneo de Argelia Sub-18: 1972/73[131]
- Tournoi Juniors de Cannes Sub-18: 1985[132]
- Tournoi Juniors de Monaco Sub-18:[133]
- Torneio do Porto Sub-18: 1994[134]
- Valentin A.Granatkin Memorial Sub-17: 2012[135]
- Torneo Citta di Udine Sub-16: 1978 y 1979[136]
- Tournoi de Saint-Sylvestre Sub-16: 1980, 1981, 1983[137]
- Torneio do Algarve Sub-15: 1994, 1995[138]